# Montreuil (Seine-Saint-Denis)
Pour les articles homonymes, voir Montreuil.
Montreuil [mɔ̃.tʁœj], également appelé Montreuil-sous-Bois jusqu'au 12 juillet 1951, est une commune française située dans le département de la Seine-Saint-Denis dans la Métropole du Grand Paris, en région Île-de-France.
Il s'agit de la deuxième ville la plus peuplée du département de Seine-Saint-Denis, après Saint-Denis. Montreuil est également la quatrième ville la plus peuplée de la région Île-de-France.
Ses habitants sont appelés les Montreuillois et les Montreuilloises.

## Géographie

### Situation
La ville est située dans la banlieue de Paris, au sud du département de la Seine-Saint-Denis. Elle est limitrophe de Paris et du département du Val-de-Marne.

### Communes limitrophes
Située à 7,5 km de Notre-Dame de Paris, la commune couvre un territoire d'une superficie de 8,92 km2.
| Bagnolet    | Romainville, Noisy-le-Sec     | Rosny-sous-Bois    |
| Paris 20e   | Montreuil                     | Rosny-sous-Bois    |
| Saint-Mandé | Vincennes, Fontenay-sous-Bois | Fontenay-sous-Bois |

### Topographie, géologie et risques naturels

#### Topographie
Le village du Moyen Âge s'est initialement implanté dans un talweg marquant le changement de direction du plateau de Montreuil (bifurcation vers le sud). C'est là que se situent actuellement le centre-ville et la mairie. Le plateau de Malassise, du nom d'un ancien hameau vigneron situé au nord-ouest du village de Montreuil (tel qu'il apparaît sur la carte d'État-Major des Environs de Paris de 1818-1824), culmine sur la commune actuelle en trois petites buttes. Sa pente joue un rôle important dans la division de la ville en Haut-Montreuil et Bas-Montreuil.
Le relief de la ville s'accentue à mesure que l'on s'éloigne de Paris. Son point le plus bas est situé à 52 mètres (rue de Lagny) et son point le plus haut à 117 mètres (rue de Nanteuil). Cette topographie explique la présence à Montreuil d'un château d'eau (situé rue Lenain-de-Tillemont) et de réservoirs du Syndicat des eaux d'Île-de-France, rue de la Montagne-Pierreuse.

#### Géologie
Sous la couche calcaire qui constitue le Haut-Montreuil, une couche de marnes riches en gypse est accessible à ciel ouvert, ce qui a facilité le creusement de carrières pour l'exploitation du gypse, qui servit notamment, sur ordre de Louis XIV, à plâtrer les façades des maisons en bois parisiennes afin de lutter contre les incendies.

#### Risques naturels
Montreuil est exposée à deux types de risques naturels :
- les inondations pluviales[7], du fait de sa situation sur des bassins versants de grande taille et de l'existence de sols fortement imperméabilisés (argiles vertes et urbanisation dense). Ces inondations sont ponctuelles mais peuvent être impressionnantes ;
- les mouvements de terrain (glissement, tassement) liés à la nature argileuse de son sol (par retrait ou gonflement de ces couches géologiques) et à la présence d'anciennes carrières de gypse. Un projet de plan de prévention des risques liés aux mouvements de terrain est en cours d'élaboration pour la commune[8].

La sécheresse de 2003 a causé des dégâts sur un nombre important d'habitations de la ville et une parution dans le Journal officiel du 1er février 2005 reconnaissait à Montreuil l'état de catastrophe naturelle.

### Voies de communication et transports

#### Voies routières

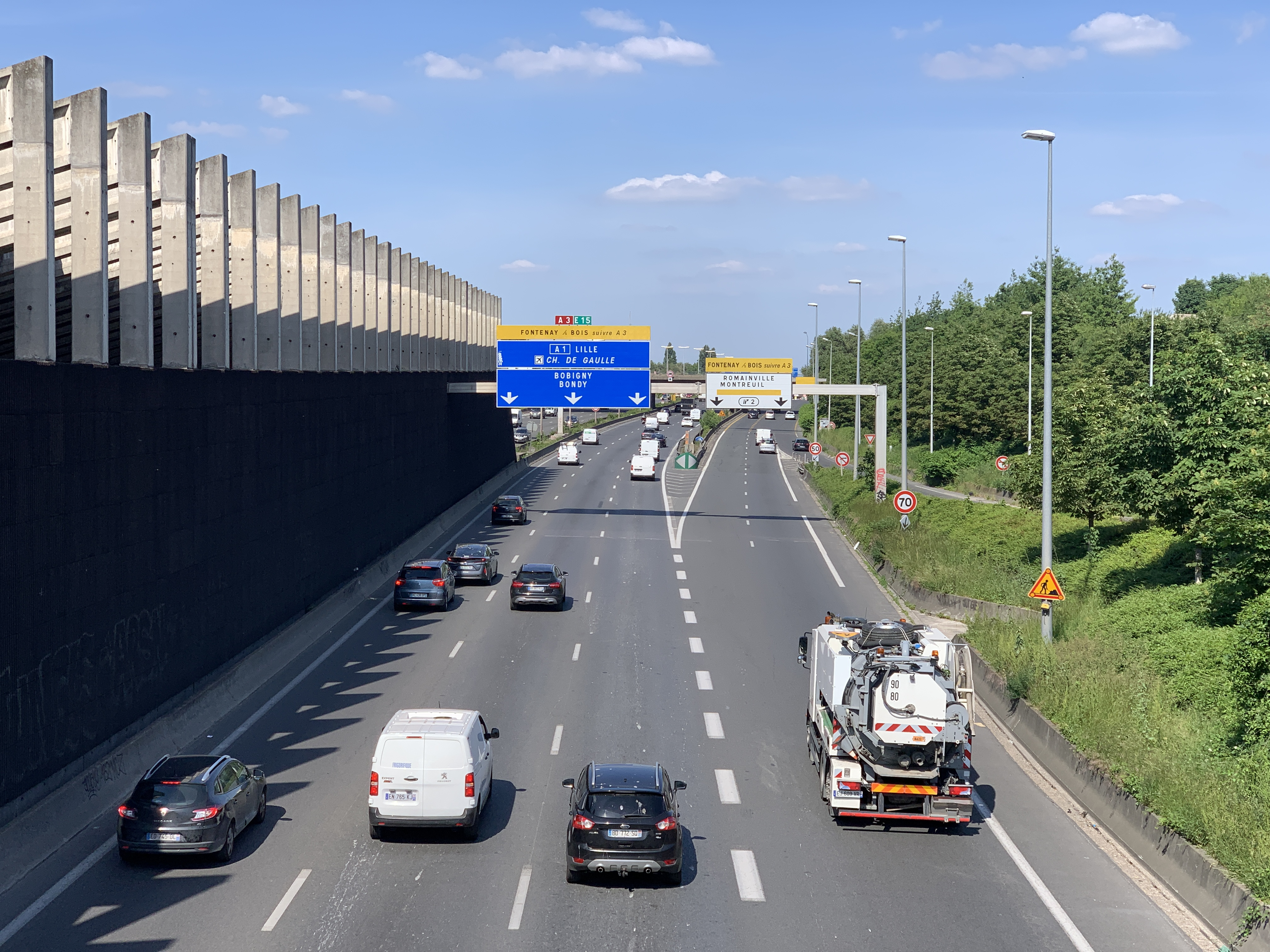
L'autoroute A3.

Trois voies à grande circulation permettent d'accéder à Montreuil : le périphérique à l'ouest, l'A3 au nord et l'A86 à l'est.
Environ 120 km de voies routières desservent la ville.

#### Transports publics

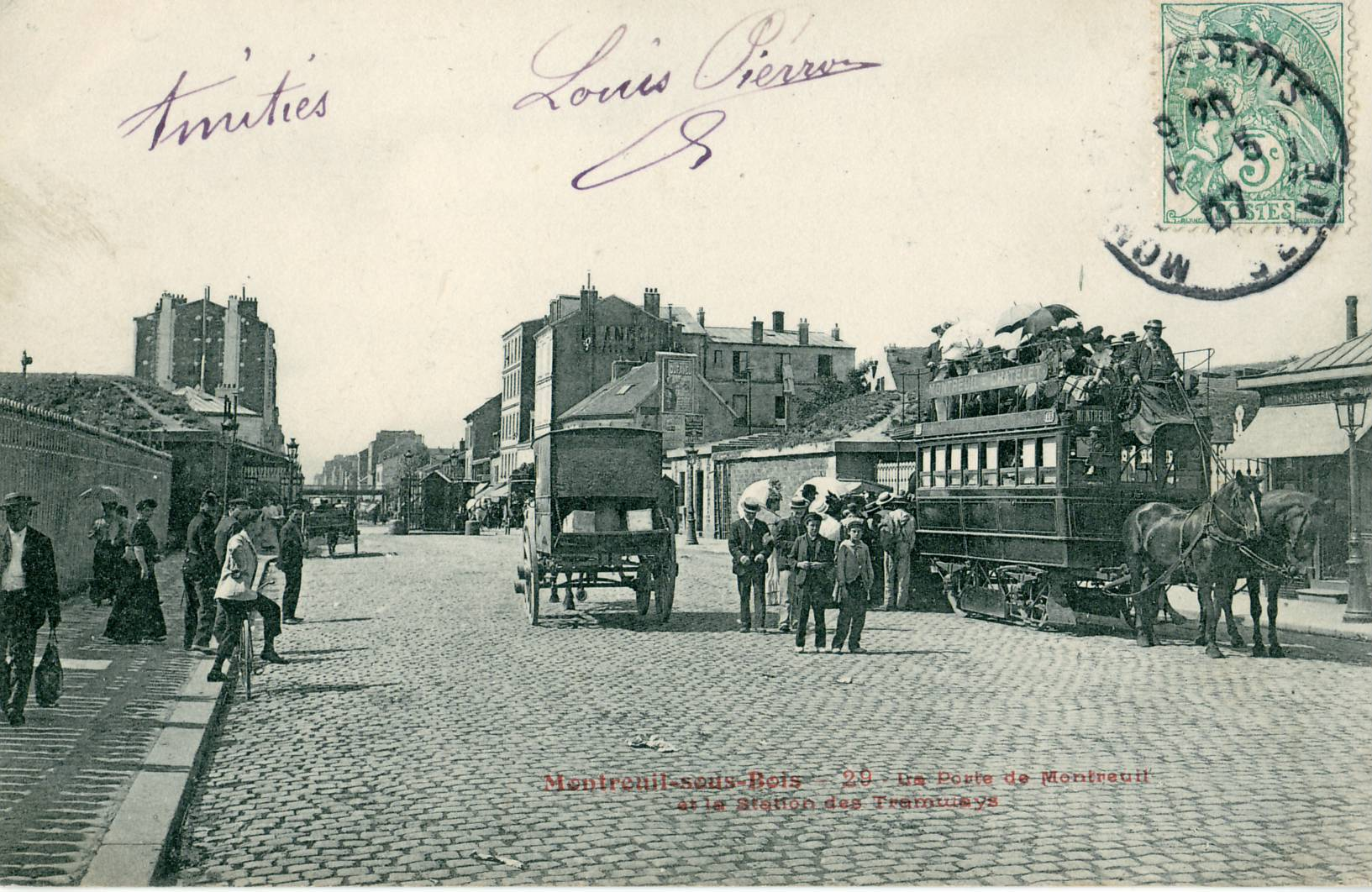
Avant la mise en service du métro, Montreuil était desservie par des transports publics plus lents, moins confortables et de capacité limitée.
On voit ici, porte de Montreuil, un omnibus pour la place du Châtelet.

Deux lignes du métro de Paris desservent Montreuil :
- la ligne 9, dont le terminus se trouve à Mairie de Montreuil et dont les stations Croix de Chavaux, Robespierre et Porte de Montreuil permettent d'accéder au Bas-Montreuil ;
- la ligne 11, dont les stations Montreuil - Hôpital et La Dhuys permettent de desservir le Haut-Montreuil, depuis le 13 juin 2024.

Une ligne du réseau express régional d'Île-de-France dessert à distance le sud de la ville : le RER A, à la gare de Vincennes.
La ligne 3b du tramway dessert à distance la ville au travers des stations Porte de Montreuil et Marie de Miribel.
La commune de Montreuil est desservie par de nombreuses lignes du réseau de bus RATP.
Plusieurs projets d'extensions pourraient amener de nouveaux transports en commun à Montreuil :
- un projet de prolongement de la ligne 9 prévoit deux stations dans le Haut-Montreuil : Aristide Briand (nom de station restant à confirmer) et Montreuil - Hôpital (en correspondance avec la ligne 11).
- le projet de prolongement de la ligne 1 du tramway d'Île-de-France entre Bobigny et Fontenay-sous-Bois amènera cinq stations à Montreuil, entre les quartiers de la Boissière et Montreau-Ruffins : route de Romainville, Aristide Briand (en correspondance éventuelle avec la ligne 9), Rue de Rosny, Boulevard Théophile-Sueur, et Côte du Nord. Cette extension est en 2024 en phase de travaux, et sa mise en service est prévue dans un premier temps entre le tronçon reliant Bobigny à Montreuil - Rue de Rosny.
- le projet de prolongement de la ligne 1 du métro à Fontenay-sous-Bois, avec une station aux Grands Pêchers qui désenclaverait ce quartier populaire, est encore à l'étude.

Enfin, les Vélib' sont arrivés[passage promotionnel] à Montreuil en juin 2009, dans un périmètre de 1 500 m autour de Paris. Dix-neuf stations ont été installées, permettant aux Montreuillois de rejoindre la capitale ou de circuler vers les communes voisines équipées au moyen de ces vélos en libre service[passage promotionnel]. Vélib' Métropole permet depuis 2018 de poser des stations sur le territoire intégral de la ville.

#### Aménagements cyclables
La ville dispose d'un réseau de pistes cyclables, comprenant notamment un certain nombre de double-sens cyclables. Ses voies de bus sont accessibles aux vélos et les carrefours à feux sont progressivement équipés de cédez-le-passage pour les cyclistes.

#### Plans de déplacement
La ville dispose d'un Plan local de déplacements (PLD) et d'un Plan de déplacement des employés (PDE) (outil conçu pour rationaliser et améliorer les déplacements de son personnel, du domicile au travail et lors des déplacements professionnels).

### Climat
Pour des articles plus généraux, voir Climat de l'Île-de-France et Climat de la Seine-Saint-Denis.
En 2010, le climat de la commune est de type climat océanique dégradé des plaines du Centre et du Nord, selon une étude du CNRS s'appuyant sur une série de données couvrant la période 1971-2000. En 2020, Météo-France publie une typologie des climats de la France métropolitaine dans laquelle la commune est exposée à un climat océanique altéré et est dans la région climatique Sud-ouest du bassin Parisien, caractérisée par une faible pluviométrie, notamment au printemps (120 à 150 mm) et un hiver froid (3,5 °C).
Pour la période 1971-2000, la température annuelle moyenne est de 12,1 °C, avec une amplitude thermique annuelle de 15,3 °C. Le cumul annuel moyen de précipitations est de 642 mm, avec 10,7 jours de précipitations en janvier et 7,6 jours en juillet. Pour la période 1991-2020, la température moyenne annuelle observée sur la station météorologique la plus proche, située sur la commune de Joinville-le-Pont à 5 km à vol d'oiseau, est de 12,9 °C et le cumul annuel moyen de précipitations est de 654,0 mm,. Pour l'avenir, les paramètres climatiques de la commune estimés pour 2050 selon différents scénarios d'émission de gaz à effet de serre sont consultables sur un site dédié publié par Météo-France en novembre 2022.
| Mois                                  | jan.             | fév.             | mars          | avril           | mai           | juin           | jui.          | août           | sep.          | oct.        | nov.            | déc.            | année      |
| ------------------------------------- | ---------------- | ---------------- | ------------- | --------------- | ------------- | -------------- | ------------- | -------------- | ------------- | ----------- | --------------- | --------------- | ---------- |
| Température minimale moyenne (°C)     | 2,5              | 2,5              | 4,7           | 7,1             | 10,6          | 13,9           | 15,8          | 15,6           | 12,4          | 9,3         | 5,6             | 3,1             | 8,6        |
| Température moyenne (°C)              | 5,2              | 6                | 9,2           | 12,4            | 15,8          | 19,1           | 21,3          | 21,1           | 17,4          | 13,3        | 8,7             | 5,6             | 12,9       |
| Température maximale moyenne (°C)     | 7,9              | 9,5              | 13,7          | 17,6            | 21            | 24,3           | 26,8          | 26,5           | 22,5          | 17,4        | 11,7            | 8,1             | 17,3       |
| Record de froid (°C) date du record   | −15,6 17.01.1985 | −12,1 07.02.1991 | −6,6 01.03.05 | −2,5 12.04.1986 | 1 08.05.1997  | 4,8 04.06.1991 | 7,5 14.07.08  | 6,8 29.08.1986 | 4 18.09.10    | −1 28.10.03 | −6,8 24.11.1998 | −9,5 29.12.1996 | −15,6 1985 |
| Record de chaleur (°C) date du record | 17,3 27.01.03    | 22,5 27.02.19    | 27,5 31.03.21 | 31 20.04.18     | 33,4 27.05.05 | 38,9 21.06.17  | 42,5 25.07.19 | 41 12.08.03    | 35,9 08.09.23 | 31 03.10.11 | 22,5 08.11.15   | 17,2 17.12.15   | 42,5 2019  |
| Précipitations (mm)                   | 52               | 47,1             | 46,3          | 45,4            | 62,9          | 54,2           | 59,1          | 55,9           | 49,9          | 56,2        | 59,2            | 65,8            | 654        |

## Urbanisme

### Typologie
Au 1er janvier 2024, Montreuil est catégorisée grand centre urbain, selon la nouvelle grille communale de densité à sept niveaux définie par l'Insee en 2022.
Elle appartient à l'unité urbaine de Paris, une agglomération inter-départementale regroupant 407  communes, dont elle est une commune de la banlieue,,. Par ailleurs la commune fait partie de l'aire d'attraction de Paris, dont elle est une commune du pôle principal,. Cette aire regroupe 1 929 communes,.

### Morphologie urbaine

#### Haut-Montreuil et Bas-Montreuil

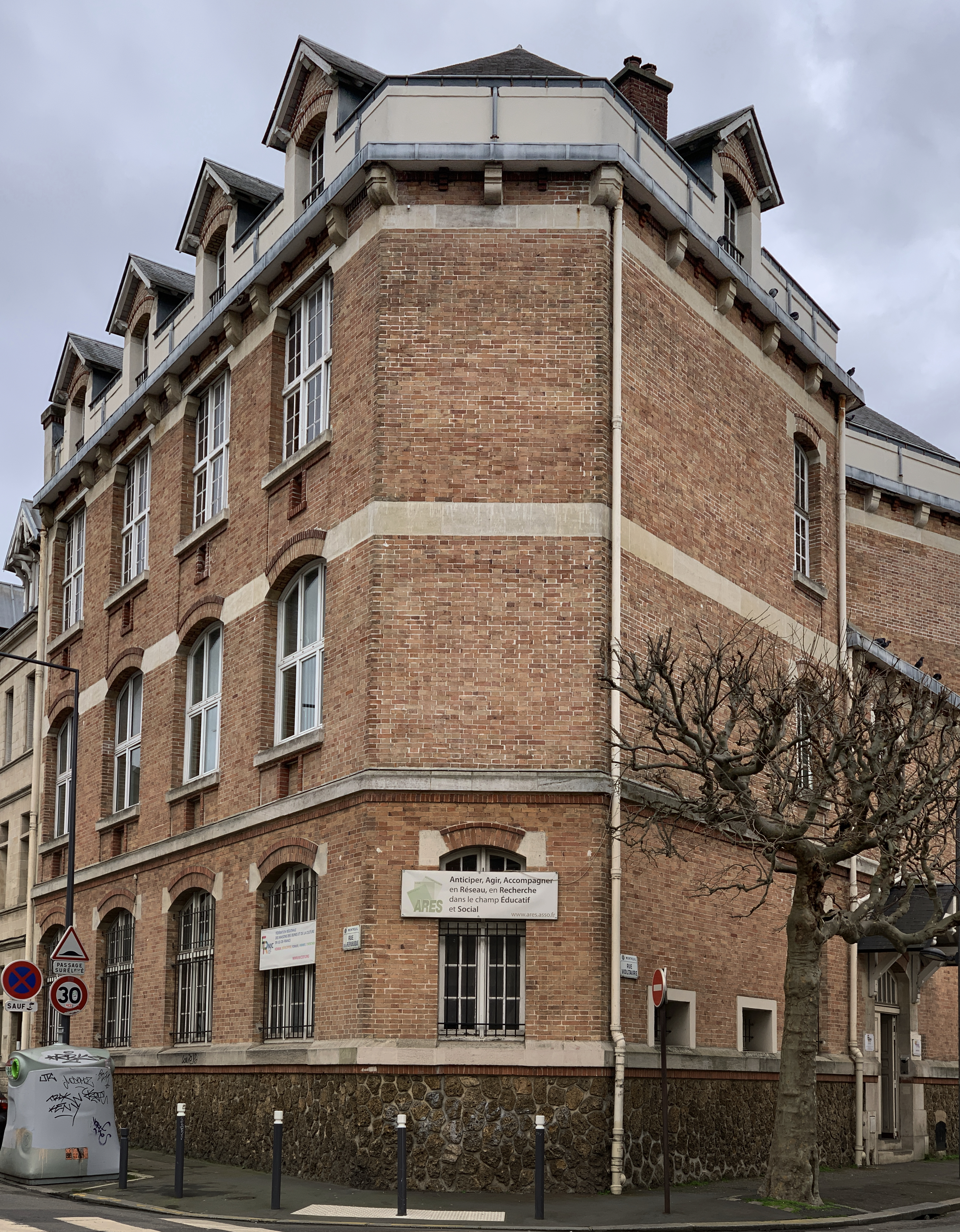
Le siège de la FRMJC-IdF, situé dans le Bas-Montreuil

On divise habituellement la ville en deux zones : le Bas-Montreuil au sud-ouest et le Haut-Montreuil au nord et à l'est. Cette distinction correspond à la topographie de la ville, en partie située sur la butte du plateau de Romainville.

#### Secteurs et quartiers

Quartiers administratifs de la commune.

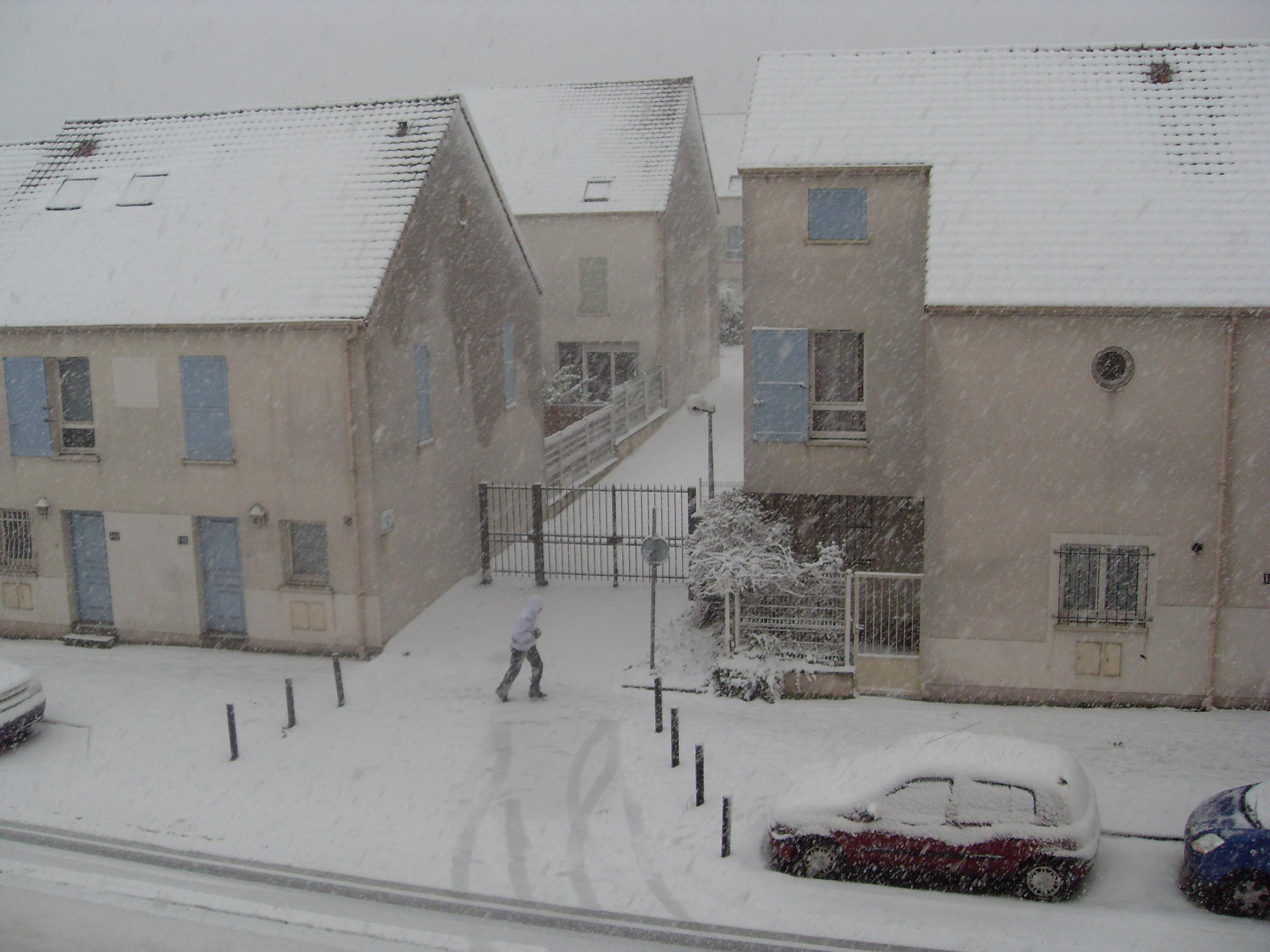
Le quartier de la Boissière sous la neige le 8 décembre 2010.

Un certain nombre de secteurs de la ville sont identifiés comme ayant une identité propre :
- le Bas-Montreuil (limitrophe de Bagnolet, Paris, Saint-Mandé et Vincennes), qui réunit les anciens ateliers, le marché aux puces (sur Paris), la cité Beaumarchais, la cité République, Robespierre, le centre commercial La Grande Porte, l'église Saint-André, la Croix de Chavaux et la Chapelle Saint Antoine de la Croix de Chavaux. Le quartier du Bas Montreuil fait partie, avec le quartier limitrophe des Coutures à Bagnolet, du programme national de revitalisation des quartiers anciens dégradés (PNRQAD)[20].
- le quartier de la Mairie (la mairie, le centre commercial Grand Angle, le cinéma Le Méliès, le Nouveau Théâtre de Montreuil, l'église Saint-Pierre-Saint-Paul, le Lycée Jean-Jaurès (dû à l'architecte Jacques Carlu)[21], les cités Jean Moulin-Concordet et la cité de l'Espoir)
- La Noue - Clos français (le parc des Guilands, les cités de La Noue et du Clos Français et la Chapelle Sainte-Marie de la Noue), limitrophe de Bagnolet qui fait actuellement l'objet d'une concertation autour de sa prochaine rénovation urbaine. Le toponyme Noue pourrait venir du celtique Noa ou Noë, qui signifie terrain marécageux[22]. Le Clos français s'appelait autrefois - au moins autour de 1650 - le Clos Allemand[23] jusqu'aux années 1930 au moins[24]. À cet endroit s’élevait autrefois le Moulin de l’épine[25]. Une rue y a porté ce nom jusqu'en 1928.
- le Bel Air (le parc des Beaumonts limitrophe (à l'ouest) de Fontenay-sous-Bois, la cité du Bel Air, la cité des Grands Pêchers, CES Lenain de Tillemont), qui correspond approximativement au domaine du château de Tillemont. Ce domaine, fait de vignobles, fut donné à l'abbaye Notre-Dame de Livry en 1203[26]. Inventorié en 1720, il comprenait un parc de 53 arpents, deux plans d'eau et une chapelle[27].
- la Boissière (le nord-est de Montreuil), limitrophe de Noisy-le-Sec, Rosny-sous-Bois, Romainville. Ce quartier tire son nom d'un ancien fief acquis en 1265 par l'Abbaye Saint-Antoine-des-Champs[28] et dont fut Seigneur de la Boissière, Jacques Chevalier de Monthyon[29]
- le quartier Montreau-Ruffins (l'est de Montreuil, le parc Montreau et le Musée de l'Histoire Vivante, la Cité Morillon), limitrophe de Rosny-sous-Bois et Fontenay-sous-Bois. Le nom Ruffins provient d'un labourage dit Bois Ruffin, qui d’après l'abbé Lebeuf, aurait été donné en 1224 par Olivier de la Roche à l'Abbaye Sainte-Geneviève de Paris[30].

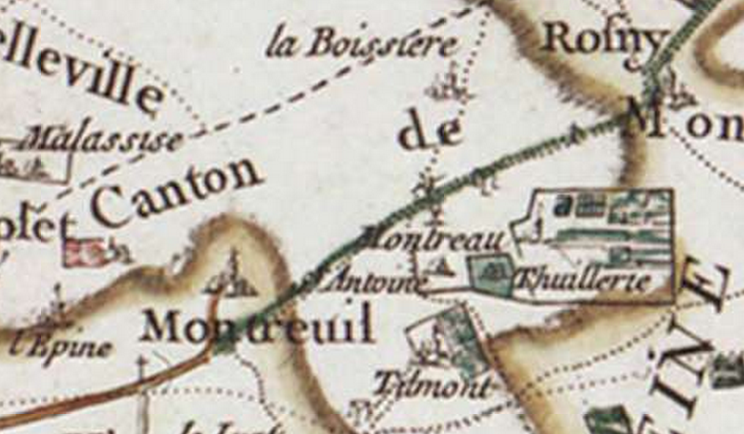
Montreuil sur la carte de Cassini. Certains quartiers actuels y sont déjà visibles, comme la croix de carrefour de la Croix de Chavaux.

Ces divisions subjectives ne recoupent que partiellement le découpage territorial proposé par la municipalité : cinq secteurs (ayant chacun leur antenne de secteur), eux-mêmes divisés en plusieurs quartiers, quatorze au total.
- Bas-Montreuil République / Étienne Marcel Chanzy / Bobillot
  - Bas-Montreuil République
  - Bas-Montreuil Étienne Marcel Chanzy
  - Bas-Montreuil Bobillot : ce quartier tient son nom du Sergent Jules Bobillot, mort lors de l'Expédition du Tonkin[31],[32]. Sa statue est inaugurée en juillet 1888[33].
- La Noue Clos Français / Villiers Barbusse / Signac Murs à Pêches
  - La Noue Clos Français
  - Villiers Barbusse
  - Signac Murs à Pêches
- Solidarité Carnot / Centre-ville / Jean Moulin Beaumont
  - Solidarité Carnot
  - Centre-ville
  - Jean Moulin Beaumont
- Ramenas Léo Lagrange / Branly Boissière
  - Ramenas Léo Lagrange. La rue des Ramenas est célèbre pour avoir été le fief des Frères Hornec[34],[35].
  - Branly Boissière
- Bel-Air Grands-Pêchers Renan / Ruffins Théophile Sueur / Montreau le Morillon
  - Bel-Air Grands-Pêchers Renan
  - Ruffins Théophile Sueur
  - Montreau Morillon: Le quartier du Morillon tire son nom de plantations de ce type de vigne noire rustique[36] recherchée pour sa précocité et cultivée dans les environs, de Fontenay à Bagnolet, au XIXe siècle[37].

Il existe à Montreuil trois grands parcs, le parc Montreau, le parc des Beaumonts et le parc départemental Jean-Moulin–Les Guilands. Le parc Montreau est situé sur l'ancien fief de Montreau, qui s'appelait à l’origine fief du Petit-Montreuil, et aurait été acquis en 1259 par l’Abbaye Saint-Antoine-des-Champs. Les deux derniers sont classés Natura 2000.
Montreuil a obtenu en 2004 sa seconde fleur par le Conseil national des villes et villages fleuris de France. L'année 2015 est marquée par l'obtention de la troisième.
Le 28 juin 2012, le tribunal administratif de Montreuil annule le PLU « vert » de la mandature Dominique Voynet pour motif que la zone naturelle (zone N) définie par la municipalité n’est pas conforme au code de l’urbanisme ; en effet, il aurait permis la détérioration du site naturel et du paysage des Murs à Pêches.

### Sociologie
Au début des années 2000, la population de Montreuil se caractérisait par une présence importante des catégories populaires (ouvriers, employés, artisans...) ainsi que par une forte diversité ethnique. 90 nationalités y étaient alors recensées, dont une proportion élevée de Maliens, ce qui est toujours actuellement vrai : le surnom de « deuxième ville du Mali » lui a été souvent attribué, ce qui est faux d'un point de vue strictement démographique.
Selon un rapport publié par l'INSEE en 2020, Montreuil se situe dans la « zone de gentrification » du département de la Seine-Saint-Denis, aux côtés d'autres communes comme Bagnolet, Les Lilas ou Romainville. Ce type d'espace est caractérisé par une arrivée croissante de populations au profil socio-économique supérieur, coexistante avec une pauvreté élevée. En effet, selon l'Institut Paris Région, Montreuil a connu entre 2001 et 2015 une hausse de la part des cadres et des ménages aisés dans la population en parallèle d'un maintien de la présence des catégories modestes. De telles évolutions suggèrent la perspective une augmentation des inégalités et de la fragmentation socio-spatiale. Le phénomène est d'ailleurs observé à Montreuil, où la gentrification des secteurs proches de Paris coexiste avec un accroissement des difficultés sociales à l'est de la ville.
Des travaux de sociologie consacrés au cas de Montreuil permettent d'éclairer ce phénomène. Une enquête réalisée par Anaïs Collet, chercheuse en sociologie de l'Université Lyon II, a mis en valeur le fait que le Bas-Montreuil s'est peuplé, dès le début des années 1980, d'intermittents des arts vivants, peintres ou sculpteurs. Sont ensuite venus des techniciens, producteurs, scénaristes ou réalisateurs (arrivés de façon continue durant la même période) suivis d'autres catégories socio-professionnelles intellectuelles qui ont progressivement imprimé leur marque dans le tissu social local. Les travaux d'Anaïs Collet éclairent également la fragmentation croissante du tissu urbain, les nouveaux arrivants puis favorisés socialement investissant volontiers les quartiers de maisons et d'immeuble de faubourg du Bas-Montreuil mais rejetant les quartiers d'habitat social du "Haut-Montreuil".
L'arrivée de Clémentine Autain à Montreuil en octobre 2007 puis l'élection de Dominique Voynet le 22 mars 2008 ont été perçues par la presse comme des illustrations de la gentrification de la ville. Bien que le Parti communiste français soit revenu à la tête de la municipalité en 2014, le vote écologiste reste ancré sur la commune. Ainsi, la liste d'Europe Écologie Les Verts arrive en tête à Montreuil lors de tous les scrutins européens successifs depuis 2009,,. Ces résultats ont là encore été analysés par certains observateurs comme reflétant le processus de gentrification.
Environ 25 000 Montreuillois travaillent à l'extérieur de la ville. Ils sont remplacés dans la journée par 25 000 actifs venus d'Île-de-France[réf. souhaitée].

### Logement
À Montreuil, 80 % des logements sont des appartements et 20 % des maisons ; un tiers environ ont le statut d'HLM. Environ 30 000 personnes vivent dans des logements gérés par l'Office public de l'habitat montreuillois (OPHM). Le parc immobilier HLM renaît aujourd'hui, avec la construction de quelques bâtiments dotés d'une architecture plus humaine et moins systématique. De nombreuses cités ont par ailleurs été rénovées depuis les années 1980 dans le cadre des opérations PALULOS (réhabilition). La cité du Bel Air a été partiellement reconstruite après un sinistre. Actuellement[Quand ?], la cité de l'Espoir est en cours de rénovation.
Le tissu pavillonnaire local est d'une grande diversité : anciennes fermes et maisons maraîchères des XVIIe et XVIIIe siècles, maisons de villes ouvrières en briquettes, pavillons standardisés de type « Phœnix » mais également hôtels particuliers du XIXe siècle, ou encore demeures cossues en meulière se rencontrent dans les différents quartiers de la ville.
5 % du territoire de la ville est enfin occupé par des complexes sportifs et des parcs et 5 % par des usines désaffectées et ateliers vides.

## Toponymie

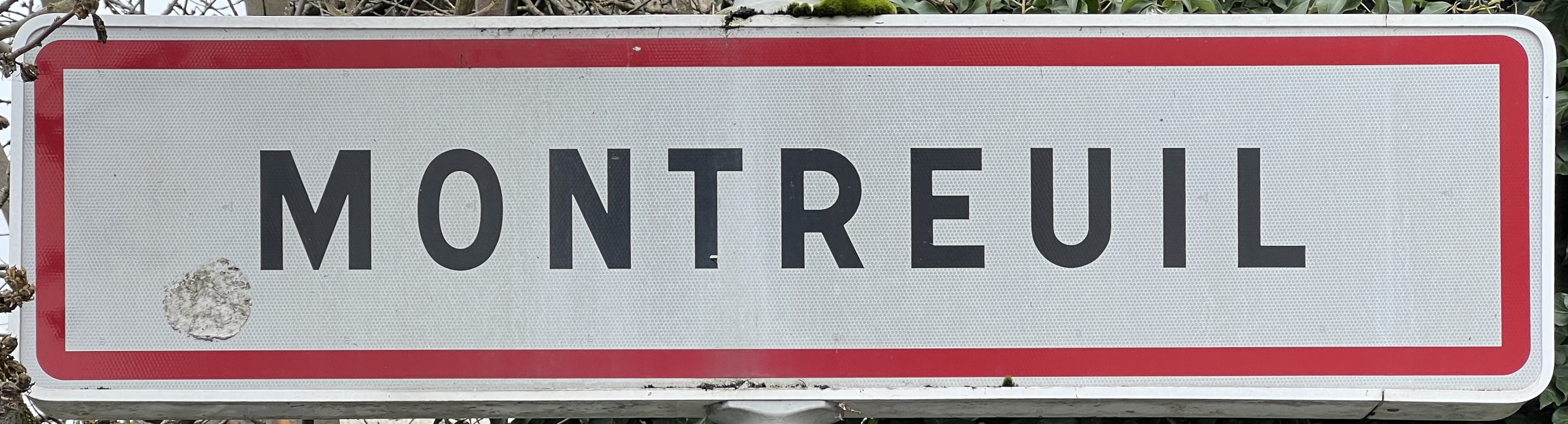
Panneau d'entrée dans la commune.

Le nom de Montreuil vient de Monasteriolum (« petit monastère » en latin). L'existence d'un tel lieu-dit est attestée dans une ordonnance du roi mérovingien Thierry IV du 6 mars 722, confirmant une donation faite par le comte Ratmond et Berthe son épouse des biens qu'il possède à Monasteriola, l’église, ainsi que leurs dépendances notamment Vilcena (Vincennes) et Balneolis (Bagnolet). Néanmoins, ce document pourrait être un faux datant du XIe siècle.
La ville de Montreuil est mentionnée historiquement sous les formes suivantes :
- Mousterolium 1103-1104
- Monasteriolum 1141-1142
- Mustoriolum 1172-1173
- Monterel 1203
- Musteroli XIIIe siècle
- Monstrueil 1360
- Monstereul soubz le bois 1431
- Monsterellez lez Peches (XVIe siècle)

La commune, dont le nom est Montreuil pour l'INSEE, reste cependant encore appelée « Montreuil-sous-Bois » par les administrations (comme la préfecture). Au terme des délibérations du conseil municipal du 12 juillet 1951, le nom de « Montreuil-sous-Bois » est officiellement abandonné au profit de « Montreuil ».
La loi no 64-707 du 10 juillet 1964 portant réorganisation de la région parisienne officialise cette décision.

## Histoire
L'endroit est peuplé depuis le Néolithique. Aux alentours de l'année 2001 des archéologues ont découvert une hache en silex taillé et poli dans le nord-ouest de Montreuil, dans le quartier Villiers Barbusse (limitrophe du quartier La Noue le Clos français) au numéro 25 de la rue Ernest Savart. Ils ont aussi mis au jour des vestiges mérovingiens. Aucun objet ou sépulture n'ont été retrouvés pour la période celtique (période de la Tène et Hallstatt). Cependant cette zone faisait partie comme ses actuelles communes voisines (Vincennes, Saint-Mandé, Bagnolet, Rosny-sous-Bois, Romainville, Noisy-le-Sec, Fontenay-Sous-Bois et Paris) du territoire de la peuplade celtique des Parisii.

### Moyen Âge et Ancien Régime
Sous le règne du roi Hugues Capet, le terroir de Montreuil-sous-Bois relevait du comté de Paris et sur le plan religieux du diocèse de Paris. En 1070 la seigneurie de Montreuil était défendue par le chevalier Morard de Montreuil, premier seigneur vassal du roi, qui y vivait avec son frère le marchand Barthelemy[source insuffisante].
Dès 1260, les sources de la ville de Montreuil alimentent en eau le château de Vincennes. En échange, en 1360, les Montreuillois, qui de plus ont beaucoup souffert dans les guerres sous le roi Jean Le Bon, sont exemptés d'une quantité d'impôts, de taille et de corvées, à condition qu'ils entretiennent à leurs frais les fontaines de Montreuil, qui alimentent le vivier du château de Vincennes. Ces exemptions sont confirmées, en 1363, par Charles V et, en 1380, par Charles VI. Ces privilèges favorisent le développement de la ville, mais entraîneront son déclin au XVIe siècle, lorsque les rois de France délaissent Vincennes pour d'autres résidences.
Au fil des siècles, ce village prend de l'importance et devient au XIIe siècle un lieu de prédilection pour le haut clergé et les puissants seigneurs. Ce développement s'organise autour de la construction de l'église Saint-Pierre-Saint-Paul, qui devient le lieu de culte du roi et de la cour en résidence à Vincennes. Le roi Charles V et sa première femme, Jeanne de Bourbon, y sont baptisés. À cette époque, Montreuil englobe les futurs emplacements de Bagnolet et de Vincennes. Sous le règne de Louis XIV, Montreuil est une « banlieue dorée » de Paris et 500 familles y résident.
Comme dans la plupart des alentours de Paris, les cultures maraîchères y sont particulièrement importantes. Sur les coteaux, les Montreuillois produisent du raisin et surtout des pêches : aux alentours du XVIIe siècle, l'invention des murs à pêches permet d'augmenter la production en protégeant les arbres du froid. Selon l’abbé Roger Schabol, en 1750, sur 800 familles, 600 s'occupent de la culture du pêcher. Les pêches de Montreuil sont devenues fameuses et ont approvisionné les tables des souverains de l'Europe jusqu'au début du XXe siècle.

### Révolution française
« Montreuil a suivi dans les grandes lignes le rythme national : modérée en 1790-1792, montagnarde en 1793, “thermidorienne” en 1795, mais jamais avec excès et toujours en se refermant dans les bornes de la loi, et en refusant tout retour à l’ancien régime. Quant au habitants qui n’étaient pas assez instruits pour se faire connaitre, dans leur ensemble ils approuvent et soutinrent la Révolution” »
En 1789, quand la révolution démarre, Montreuil compte entre 3500 et 3800 habitants et repose exclusivement sur l'agriculture, en majorité viticole. À ce moment 35 % des propriétés foncières appartiennent aux nobles ou aux bourgeois, tous deux exemptés d’impôts.
À la demande de Louis XVI et en préparation des états généraux, les Montreuillois discutent et rédigent un cahier de doléances entre le 14 et le 16 avril 1789. La rédaction a lieu dans un contexte de misère, de tension et d'inquiétudes faisant suite au terrible orage de 1788, aux rigueurs de l'hiver 1788-1789 ainsi qu'aux refus systématiques opposés aux demandes réitérées d'exemptions et de remise d’impôt.
Le cahier de doléances de Montreuil contient 27 articles, mais deux traits retiennent l'attention:
- Les problèmes économiques sont largement abordés: 12 articles en parlent.
- Il n'est quasiment pas fait mention de la situation politique, et le cahier de doléance commence et finit par un éloge du pouvoir monarchique.

L'assemblée ayant rédigé le cahier de doléance élit 8 représentant du tiers état, de situation aisée comparé à la moyenne de la ville. Ils seront eux-mêmes en charge d’élire les députés des états généraux.
Les massacres révolutionnaires feront peu de victimes (Deux personnes guillotinées pour propos royalistes, sur dénonciation de leurs voisins).
De 1790 à 1795, Montreuil est un canton du district de Bourg-de-l'Égalité.

### XIXesiècle
Le XIXe siècle voit s'établir des industries à Montreuil, des usines de transformation du bois et des peaux, de fabrication de jouets et des briqueteries et plâtreries qui exploitent le gypse du sous-sol montreuillois.
En 1859, Montreuil incorpore une partie de la commune de Charonne.
En 1871, nombreux sont les Montreuillois qui se battent aux côtés des Communards.
En 1876, le Montreuillois Émile Reynaud invente le praxinoscope. En 1897, un autre Montreuillois, Georges Méliès, construisit dans sa propriété le premier « studio de prises de vues » — il a fondé sa société de production, Star Film —, puis un second studio en 1907. En 1904, Charles Pathé (L'Albatros) fait également édifier un studio cinématographique à Montreuil.
On y tournera quelques-uns des grands succès du début du siècle : Christophe Colomb, Incendie du théâtre de Chicago, À la conquête du pôle de Méliès, Gribiche de Jacques Feyder, Un chapeau de paille d'Italie de René Clair et le site verra les débuts de grands acteurs comme Charles Vanel. Le cinéma prospérera dans la ville jusqu'à la fin du muet et l'arrivée du parlant.

### XXesiècle

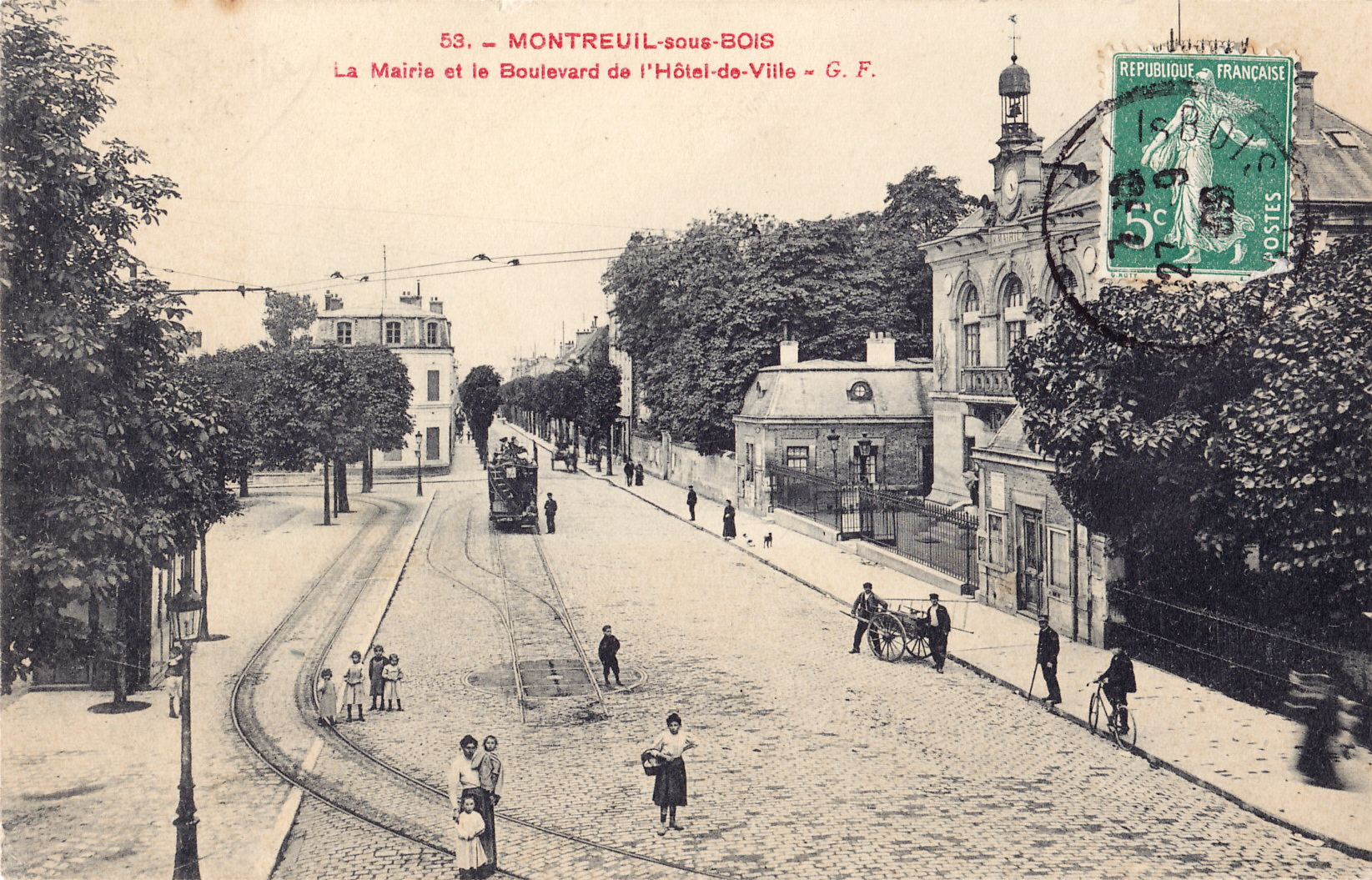
L'ancienne mairie et le boulevard de l'hôtel-de-ville, vers 1908 (actuellement place Jean-Jaurès et avenue du Président-Wilson).
Noter les deux lignes de tramways qui y passaient à l'époque, avec le terminus de l'une d'elles en traction hippomobile, l'autre étant à traction électrique.

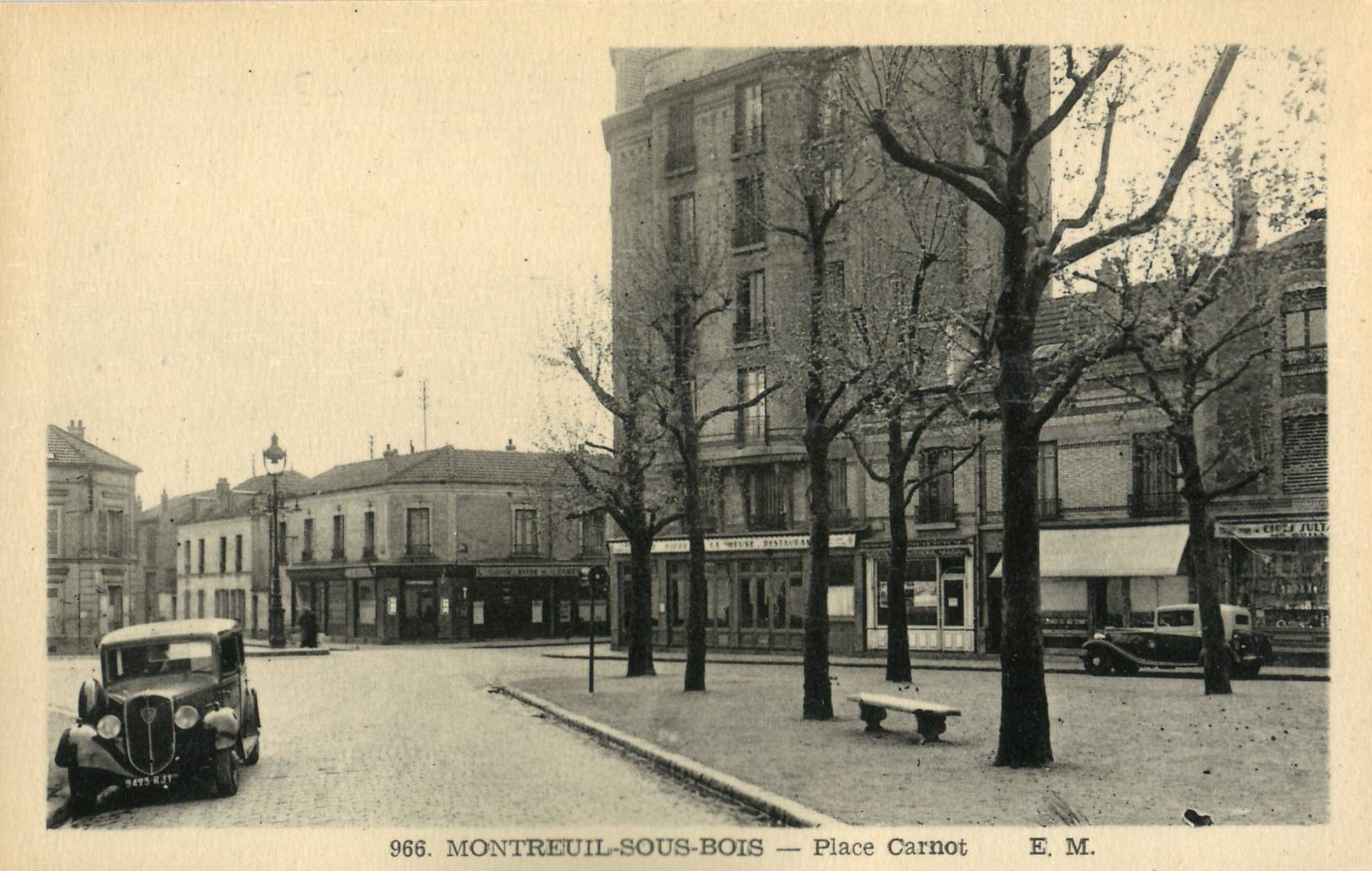
La Place Carnot, dans l'Entre-deux-guerres.

Montreuil est la première ville de la région parisienne à être libérée le 18 août 1944 par plusieurs centaines de membres de la Résistance intérieure française guidés par le commandant Henry et soutenus par une insurrection locale ; de violents combats ont alors lieu contre l'armée d'occupation allemande dans les forts voisins,.
Entre les années 1950 et 1970, des logements sociaux sont construits en masse sous la forme d'immeubles collectifs pour faire face à la demande. Ces grands ensembles seront par la suite confrontés aux problèmes sociaux que l'on rencontre dans la plupart des départements de banlieue de la région parisienne et, plus particulièrement, dans les zones urbaines sensibles.

### XXIesiècle
Au tournant des XXe et XXIe siècles, Montreuil connaît une relative gentrification : attirés par des prix immobiliers plus faibles qu'à Paris et par son atmosphère sous certains aspects « villageoise », de nouvelles catégories de jeunes citadins investissent le sud de la ville et rénovent notamment d'anciens bâtiments industriels. L'arrivée de ces « bobos » amorce une modification sensible mais durable de la sociologie locale, d'abord dans le Bas-Montreuil situé en lisière de Vincennes et de Saint-Mandé, puis, de façon progressive, sur l'ensemble du territoire communal. Le chanteur Alain Chamfort parle aujourd'hui de Montreuil comme étant « le XXIe arrondissement de Paris ».

## Politique et administration

### Rattachements administratifs et électoraux
Antérieurement à la loi du 10 juillet 1964, la commune faisait partie du département de la Seine. La réorganisation de la région parisienne en 1964 fit que la commune appartient désormais au département de la Seine-Saint-Denis et à son arrondissement de Bobigny, après un transfert administratif effectif au 1er janvier 1968.
Pour l'élection des députés, la ville fait partie depuis 1968 de la septième circonscription de la Seine-Saint-Denis.
Elle faisait partie de 1801 à 1893 du canton de Vincennes, année où elle devient le chef-lieu du canton de Montreuil du département de la Seine. Lors de la mise en place de la Seine-Saint-Denis, elle est divisée en 1967 entre le canton de Montreuil-Ouest et le canton de Montreuil-Est. Un troisième canton est créé en 1976, le canton de Montreuil-Nord.
Dans le cadre du redécoupage cantonal de 2014 en France, elle est désormais divisée en deux cantons :
- le canton de Montreuil-1, qui compte 44 017 habitants sur le territoire de la commune en 2013 ; il comporte aussi la commune de Rosny-sous-Bois ;
- le canton de Montreuil-2, qui compte 60 122 habitants en 2013[80].

La ville de Montreuil appartient à l'unité urbaine de Paris et à l'aire urbaine de Paris (1999).

### Intercommunalité
À la suite des élections municipales de 2008, les villes de Bagnolet, Bobigny, Bondy, Les Lilas, Montreuil, Noisy-le-Sec, Le Pré-Saint-Gervais, Pantin et Romainville ont entamé des réflexions en vue de la création d'une communauté d'agglomération. Celle-ci, dénommée communauté d'agglomération Est Ensemble a été créée au 1er janvier 2010.
Dans le cadre de la mise en œuvre de la volonté gouvernementale de favoriser le développement du centre de l'agglomération parisienne comme pôle mondial est créée, le 1er janvier 2016, la métropole du Grand Paris (MGP), à laquelle la commune a été intégrée.
La loi portant nouvelle organisation territoriale de la République du 7 août 2015 (Loi NOTRe) prévoit également la création le 1er janvier 2016 d'établissements publics territoriaux (EPT), qui regroupent l'ensemble des communes de la métropole à l'exception de Paris, et assurent des fonctions de proximité en matière de politique de la ville, d'équipements culturels, socioculturels, socio-éducatifs et sportifs, d'eau et assainissement, de gestion des déchets ménagers et d'action sociale, et exerçant également les compétences que les communes avaient transférées aux intercommunalités supprimées.
La commune fait donc partie depuis le 1er janvier 2016 de l'établissement public territorial Est Ensemble, créé par un décret du 11 décembre 2015 et qui regroupe l'ensemble des communes qui faisaient partie de l'ancienne communauté d'agglomération..

### Tendances et résultats politiques

#### Récapitulatif de résultats électoraux récents
| Scrutin             | 1er tour | 1er tour      | 1er tour | 1er tour | 1er tour | 1er tour | 1er tour | 1er tour           | 1er tour | 1er tour | 1er tour | 1er tour | 2d tour                  | 2d tour                  | 2d tour                  | 2d tour                  | 2d tour                  | 2d tour                  | 2d tour                  | 2d tour                  | 2d tour                  | 2d tour                  | 2d tour                  | 2d tour                  |
| Scrutin             | 1er      | 1er           | %        | 2e       | 2e       | %        | 3e       | 3e                 | %        | 4e       | 4e       | %        | 1er                      | 1er                      | %                        | 2e                       | 2e                       | %                        | 3e                       | 3e                       | %                        | 4e                       | 4e                       | %                        |
| ------------------- | -------- | ------------- | -------- | -------- | -------- | -------- | -------- | ------------------ | -------- | -------- | -------- | -------- | ------------------------ | ------------------------ | ------------------------ | ------------------------ | ------------------------ | ------------------------ | ------------------------ | ------------------------ | ------------------------ | ------------------------ | ------------------------ | ------------------------ |
| Municipales 2014    |          | DVG-POI       | 25,55    |          | FG       | 18,81    |          | UMP                | 16,69    |          | DVG      | 10,96    |                          | UGE                      | 37,06                    |                          | DVG-POI                  | 35,39                    |                          | UMP                      | 18,14                    |                          | DVG                      | 9,39                     |
| Européennes 2014    |          | EELV          | 20,15    |          | FG       | 17,90    |          | PS                 | 13,33    |          | FN       | 11,65    | Tour unique              | Tour unique              | Tour unique              | Tour unique              | Tour unique              | Tour unique              | Tour unique              | Tour unique              | Tour unique              | Tour unique              | Tour unique              | Tour unique              |
| Régionales 2015     |          | PS            | 30,20    |          | FG       | 21,02    |          | EELV               | 15,49    |          | UCD      | 12,36    |                          | UGE                      | 69,92                    |                          | UCD                      | 20,94                    |                          | FN                       | 9,14                     | Pas de 4e                | Pas de 4e                | Pas de 4e                |
| Présidentielle 2017 |          | LFI           | 40,08    |          | EM       | 25,18    |          | PS                 | 12,15    |          | LR       | 8,57     |                          | EM                       | 86,94                    |                          | FN                       | 13,06                    | Pas de 3e                | Pas de 3e                | Pas de 3e                | Pas de 4e                | Pas de 4e                | Pas de 4e                |
| Législatives 2017   |          | LREM          | 24,62    |          | LFI      | 21,47    |          | PCF                | 9,50     |          | PS       | 9,42     |                          | LFI                      | 58,13                    |                          | LREM                     | 41,87                    | Pas de 3e                | Pas de 3e                | Pas de 3e                | Pas de 4e                | Pas de 4e                | Pas de 4e                |
| Européennes 2019    |          | EELV          | 24,31    |          | LREM     | 16,16    |          | LFI                | 12,74    |          | RN       | 8,97     | Tour unique              | Tour unique              | Tour unique              | Tour unique              | Tour unique              | Tour unique              | Tour unique              | Tour unique              | Tour unique              | Tour unique              | Tour unique              | Tour unique              |
| Municipales 2020    |          | PCF           | 51,34    |          | EELV     | 16,10    |          | LREM               | 7,98     |          | DVG      | 6,99     | Victoire au premier tour | Victoire au premier tour | Victoire au premier tour | Victoire au premier tour | Victoire au premier tour | Victoire au premier tour | Victoire au premier tour | Victoire au premier tour | Victoire au premier tour | Victoire au premier tour | Victoire au premier tour | Victoire au premier tour |
| Régionales 2021     |          | LFI-PCF       | 32,34    |          | EELV     | 20,97    |          | PS                 | 14,06    |          | LR       | 12,80    |                          | UGE                      | 69,27                    |                          | LR                       | 18,52                    |                          | LREM                     | 6,74                     |                          | RN                       | 5,47                     |
| Présidentielle 2022 |          | LFI           | 55,22    |          | LREM     | 18,21    |          | RN                 | 6,73     |          | EELV     | 6,64     |                          | LREM                     | 83,45                    |                          | RN                       | 16,55                    | Pas de 3e                | Pas de 3e                | Pas de 3e                | Pas de 4e                | Pas de 4e                | Pas de 4e                |
| Législatives 2022   |          | NUPES-LFI     | 63,32    |          | LREM     | 16,06    |          | DVG                | 4,78     |          | RN       | 4,51     | Victoire au premier tour | Victoire au premier tour | Victoire au premier tour | Victoire au premier tour | Victoire au premier tour | Victoire au premier tour | Victoire au premier tour | Victoire au premier tour | Victoire au premier tour | Victoire au premier tour | Victoire au premier tour | Victoire au premier tour |
| Européennes 2024    |          | LFI           | 34,54    |          | PS       | 20,87    |          | EELV               | 14,80    |          | RN       | 7,96     | Tour unique              | Tour unique              | Tour unique              | Tour unique              | Tour unique              | Tour unique              | Tour unique              | Tour unique              | Tour unique              | Tour unique              | Tour unique              | Tour unique              |
| Législatives 2024   |          | dissident LFI | 40,19    |          | LFI      | 36,39    |          | Horizons- Ensemble | 10,06    |          | RN       | 9,68     |                          | dissident LFI            | 57,16                    |                          | LFI                      | 42,84                    | Pas de 3e                | Pas de 3e                | Pas de 3e                | Pas de 4e                | Pas de 4e                | Pas de 4e                |

La ville de Montreuil est historiquement marquée à gauche et fait partie de la ceinture rouge de la banlieue parisienne. Elle est dirigée sans interruption (à l'exception de l'administration vichyste lors de la Seconde Guerre mondiale) par le parti communiste français de 1935 jusqu'à 1996, date à laquelle le maire Jean-Pierre Brard quitte le Parti Communiste et co-fonde la Convention pour une alternative progressiste. En 2008, la ville tombe dans l'escarcelle des écologistes avec l'élection de Dominique Voynet. Néanmoins, elle ne se représente pas en 2014, critiquant le comportement de l'opposition de gauche au sein de la ville. L'élection de 2014 voit le retour des communistes à la tête de la ville, dans le cadre d'un duel entre Jean-Pierre Brard et Patrice Bessac, remporté par ce dernier, qui est réélu en 2020 dès le premier tour.

#### Élections présidentielles, résultats des deuxièmes tours
- Élection présidentielle de 2002 : 86,24 % pour Jacques Chirac (RPR), 13,76 % pour Jean-Marie Le Pen (FN), 74,52 % de participation.
- Élection présidentielle de 2007 : 67,66 % pour Ségolène Royal (PS), 32,34 % pour Nicolas Sarkozy (UMP), 81,98 % de participation.
- Élection présidentielle de 2012 : 75,84 % pour François Hollande (PS), 24,16 % pour Nicolas Sarkozy (UMP), 75,77 % de participation.
- Élection présidentielle de 2017 : 86,94 % pour Emmanuel Macron (LREM), 13,06 % pour Marine Le Pen (FN), 69,65 % de participation.
- Élection présidentielle de 2022 : 83,45 % pour Emmanuel Macron (LREM), 16,55 % pour Marine Le Pen (FN), 65,95 % de participation.

#### Élections législatives, résultats des deuxièmes tours
- Élections législatives de 2002 : 52,23 % pour Jean-Pierre Brard (PCF), 47,77 % pour Mouna Viprey (PS), 51,04 % de participation.
- Élections législatives de 2007 : 100,00 % pour Jean-Pierre Brard (PCF), 34,20 % de participation.
- Élections législatives de 2012 : 100,00 % pour Razzy Hammadi (PS), 30,78 % de participation.
- Élections législatives de 2017 : 58,13 % pour Alexis Corbière (LFI), 41,87 % pour Halima Menhoudj (LREM), 41,16 % de participation.
- Élections législatives de 2022 : 63,32 % pour Alexis Corbière (LFI-Nupes), élu au 1er tour, 47,37 % de participation.
- Élections législatives de 2024 : 58.84 % pour Alexis Corbière, élu au 2eme tour, 58.11 % de participation.

#### Élections européennes, résultats des deux meilleurs scores
- Élections européennes de 2004 : 27,55 % pour Harlem Désir (PS), 15,42 % pour Francis Wurtz (PCF), 41,98 % de participation.
- Élections européennes de 2009 : 29,08 % pour Daniel Cohn-Bendit (Europe Écologie), 16,52 % pour Patrick Le Hyaric (FG), 37,64 % de participation.
- Élections européennes de 2014 : 20,15 % pour Pascal Durand (EELV), 17,90 % pour Patrick Le Hyaric (FG), 37,00 % de participation.
- Élections européennes de 2019 : 24,31 % pour Yannick Jadot (EELV), 16,16 % pour Nathalie Loiseau (LREM), 47,30 % de participation.
- Élections européennes de 2024 : 34,54 % pour Manon Aubry (LFI), 20,87 % pour Raphaël Glucksmann (Place publique - PS), 51,45 % de participation.

#### Élections régionales, résultats des deux meilleurs scores
- Élections régionales de 2010 : 78,81 % pour Jean-Paul Huchon (PS), 21,19 % pour Valérie Pécresse (UMP), 42,11 % de participation.
- Élections régionales de 2015 : 69,92 % pour Claude Bartolone (PS), 20,94 % pour Valérie Pécresse (LR), 47,73 % de participation.

#### Élections cantonales et départementales, résultats des deuxièmes tours
- Élections cantonales de 2004 : 100,00 % pour Manuel Martinez (PS), 60,42 % de participation.
- Élections cantonales de 2011 : 51,88 % pour Belaïd Bedreddine (PCF), 48,12 % pour Catherine Pilon (EELV), 33,39 % de participation.
- Élections départementales de 2015 (Montreuil-1) : 53,38 % pour Frédéric Molossi et Magali Thibault (PS), 46,62 % pour Claude Capillon et Manon Laporte (UMP), 36,15 % de participation.
- Élections départementales de 2015 (Montreuil-2) : 59,26 % pour Dominique Attia (Ensemble !) et Belaïde Bedreddine (PCF), 40,74 % pour Florence Fréry et Djamal Leghmizi (EELV), 31,90 % de participation.

#### Élections municipales, résultats des deuxièmes tours
- Élections municipales de 2008 : 54,19 % pour Dominique Voynet (LV), 45,81 % pour Jean-Pierre Brard (DVG), 54,63 % de participation.
- Élections municipales de 2014 : 37,06 % pour Patrice Bessac (FG), 35,39 % pour Jean-Pierre Brard (DVG), 18,14 % pour Manon Laporte (UMP), 9,39 % pour Mouna Viprey (DVG), 53,11 % de participation.
- Élections municipales de 2020[92] : 51,34 % pour Patrice Bessac (PCF) élu au premier tour, 16,10 % pour Mireille Alphonse (EELV), 7,98 % pour Murielle Mazé (LREM), 6,99 % pour Choukri Yonis (DVG), 33,67 % de participation[93].

### Jumelages
La ville de Montreuil est jumelée avec :
- Cottbus (Allemagne) depuis 1959

La ville de Montreuil a une coopération avec :
- Cercle de Yélimané (Mali) depuis 1985
- Hải Dương (Vietnam) depuis 2001
- Beit Sira (Palestine) depuis 2005

## Population et société

### Démographie

#### Évolution démographique
L'évolution du nombre d'habitants est connue à travers les recensements de la population effectués dans la commune depuis 1793. Pour les communes de plus de 10 000 habitants les recensements ont lieu chaque année à la suite d'une enquête par sondage auprès d'un échantillon d'adresses représentant 8 % de leurs logements, contrairement aux autres communes qui ont un recensement réel tous les cinq ans,.

En 2022, la commune comptait 110 758 habitants, en évolution de +2,17 % par rapport à 2016 (Seine-Saint-Denis : +4,67 %, France hors Mayotte : +2,11 %).
| 1793  | 1800  | 1806  | 1821  | 1831  | 1836  | 1841  | 1846  | 1851  |
| ----- | ----- | ----- | ----- | ----- | ----- | ----- | ----- | ----- |
| 3 763 | 3 879 | 3 950 | 3 006 | 3 314 | 3 546 | 3 718 | 3 620 | 3 810 |

| 1856  | 1861  | 1866  | 1872   | 1876   | 1881   | 1886   | 1891   | 1896   |
| ----- | ----- | ----- | ------ | ------ | ------ | ------ | ------ | ------ |
| 4 311 | 6 871 | 9 235 | 12 295 | 13 607 | 18 693 | 21 541 | 23 986 | 27 087 |

| 1901   | 1906   | 1911   | 1921   | 1926   | 1931   | 1936   | 1946   | 1954   |
| ------ | ------ | ------ | ------ | ------ | ------ | ------ | ------ | ------ |
| 31 773 | 35 904 | 43 217 | 51 026 | 58 521 | 70 450 | 71 803 | 69 838 | 76 252 |

| 1962   | 1968   | 1975   | 1982   | 1990   | 1999   | 2006    | 2011    | 2016    |
| ------ | ------ | ------ | ------ | ------ | ------ | ------- | ------- | ------- |
| 92 207 | 95 698 | 96 587 | 93 368 | 94 754 | 90 674 | 101 587 | 103 068 | 108 402 |

| 2021    | 2022    | - | - | - | - | - | - | - |
| ------- | ------- | - | - | - | - | - | - | - |
| 111 455 | 110 758 | - | - | - | - | - | - | - |

#### Pyramide des âges
La population de la commune est relativement jeune. En 2020, le taux de personnes d'un âge inférieur à 30 ans s'élève à 38,9 %, soit un taux inférieur à la moyenne départementale (42,6 %). Le taux de personnes d'un âge supérieur à 60 ans (17,8 %) est supérieur au taux départemental (16,9 %).
En 2020, la commune comptait 54 694 hommes pour 56 673 femmes, soit un taux de 50,89 % de femmes, supérieur au taux départemental (50,7 %).
Les pyramides des âges de la commune et du département s'établissent comme suit :
| Hommes | Classe d’âge | Femmes |
| ------ | ------------ | ------ |
| 0,3    | 90 ou +      | 1      |
| 3,9    | 75-89 ans    | 5,1    |
| 12,5   | 60-74 ans    | 12,9   |
| 19,6   | 45-59 ans    | 18,7   |
| 23,7   | 30-44 ans    | 24,5   |
| 19,5   | 15-29 ans    | 18,8   |
| 20,5   | 0-14 ans     | 19,1   |

| Hommes | Classe d’âge | Femmes |
| ------ | ------------ | ------ |
| 0,3    | 90 ou +      | 0,9    |
| 3,9    | 75-89 ans    | 5,2    |
| 11,5   | 60-74 ans    | 12,1   |
| 18,7   | 45-59 ans    | 18,1   |
| 22,2   | 30-44 ans    | 22,3   |
| 20,6   | 15-29 ans    | 20,1   |
| 22,8   | 0-14 ans     | 21,4   |

#### Immigration malienne
Ses habitants surnomment Montreuil « seconde ville malienne au monde après Bamako », ce qui est une hyperbole ; elle est aussi parfois appelée avec humour « Le petit Bamako », « Mali-sous-Bois » ou encore « Bamako-sur-Seine », même si cette dernière n'y coule pas. Montreuil compte en effet une population malienne très importante : un peu plus de 2 000 habitants selon l'Insee en 1999, de 6 000 à 10 000 personnes (majoritairement originaires du cercle de Yélimané jumelé avec la commune) selon la mairie en 2005 qui estime d'ailleurs que la ville accueille la plus grosse communauté malienne de France. 10 % de la population de la ville est malienne ou d'origine malienne.

### Enseignement
Montreuil est située dans l'académie de Créteil.
La ville administre[Quand ?] 25 écoles maternelles et 22 écoles élémentaires communales.
Le département gère[Quand ?] 10 collèges et la région Île-de-France 5 lycées (dont 2 lycées techniques).

### Manifestations culturelles et festivités
- Les Journées portes ouvertes des ateliers d'artistes sont organisées chaque année pendant 3 jours au mois d'octobre. En 2007, près de 200 lieux, ateliers individuels ou lieux collectifs, ont été exceptionnellement ouverts au public à cette occasion.
- Le salon du livre et de la presse jeunesse se tient chaque année à Montreuil depuis 1984. Organisé par le Centre de promotion du livre de jeunesse, il a lieu en général au mois de novembre à la Halle Marcel Dufriche, rue de Paris.
- À partir du 9 mai 2009, la ville célèbre la Journée de l'Europe, en organisant une grande fête d'échange.
- Entre décembre 1976 et 1979 a existé une boîte de nuit avant-gardiste dans un immense caveau avec sept mètres de hauteur sous plafond (à l'origine destiné à accueillir un cinéma), La Main Bleue, dont le décor a été conçu par Philippe Starck, alors étudiant, et où dansaient dans une ambiance sulfureuse Noirs et Blancs (chose rare à l'époque, même si l'exotisme des seconds pour les premiers a pu être considéré comme de la condescendance alors que les travailleurs africains de l'époque vivaient reclus dans des foyers Sonacotra), hétérosexuels et homosexuels, et au fur et à mesure de nombreuses personnalités (Thierry Ardisson, Karl Lagerfeld, Paloma Picasso, Eva Ionesco, Farida et Djemila Khelfa, Loulou de la Falaise, Kenzo, Maria Schneider, Christian Louboutin, Pierre et Gilles, Jean-Charles de Castelbajac, Hélène Rochas, Rainer Werner Fassbinder, Andrée Putman, alors qu'Andy Warhol mentionne le lieu dans une interview). Après une soirée débridée ayant tourné à l'orgie, la presse s'empare du succès de la boîte de nuit alors que la municipalité communiste voit d'un mauvais œil ce lieu jugé de débauche. Fabrice Emaer, propriétaire du Sept et échaudé de voir ce club lui prendre sa clientèle, s'en inspire (Paquita Paquin fut physionomiste dans les deux discothèques à la suite) et crée Le Palace, dont le succès précipite le déclin et la fermeture de La Main bleue. Le local a été rasé avec le centre commercial qui l'abritait au cours des années 2000. Au printemps 1979, l'ancien patron de la Main Bleue, Jean-Michel Moulhac, lance quelques mois après la fermeture du premier club La Main jaune, une boîte à rollers[122].
- Ouvert depuis 2016, La Marbrerie[123], ancien local industriel, lieu artistique qui conjugue concert, art contemporain, résidence, évènementiel et restauration situé en centre ville, continue d'accueillir les artistes locaux mais aussi internationaux et participe au développement des scènes de musiques actuelles montreuilloise[124].
- Le festival Renc’art de cinéma créé en 2012 a lieu tous les ans en septembre au cinéma Le Méliès. En 2022 il devient le festival de Montreuil[125],[126].

### Santé
Le centre hospitalier intercommunal André-Grégoire de Montreuil est un établissement public de santé évoluant sur le territoire de santé de Seine-Saint-Denis, et plus particulièrement hôpital de "référence" des communes de Bagnolet, Les Lilas, Montreuil(sous-Bois), Noisy-le-Sec, Romainville, Rosny-sous-Bois, Villemomble. Il propose une offre de proximité sur l'ensemble des disciplines M.C.O. (Médecine, Chirurgie, Obstétrique et activités Femme-Enfant). Il héberge un centre d'accueil et d'urgences psychiatriques et une unité d'hospitalisation conventionnelle en psychiatrie dépendant de l'hôpital de Ville-Évrard.
En décembre 2016 a été ouvert un établissement pédiatrique relevant de l'UGECAM-Île-de-France, l'espace pédiatrique Alice-Blum-Ribes (EPABR). Il accueille les enfants atteints de maladies neurologiques, cardiologiques, pneumologiques et orthopédiques ; il est aussi spécialisé dans le domaine de l'obésité infantile d'origine génétique.

#### Affaire SNEM
La SNEM (Société nouvelle d’eugénisation des métaux), un sous-traitant d’Airbus et Safran, a une usine située à une trentaine de mètres du groupe scolaire Jules-Ferry dans Montreuil. À la suite de plusieurs cas de leucémie rare parmi élèves et riverains (dont un mortel), ainsi qui des analyses de prélèvements démontrant des taux de chrome VI plus de trois fois au-dessus de la limite autorisée, une centaine de parents d'élèves manifestent contre l'usine en septembre 2017. Selon le Monde, le chrome VI est "classé cancérogène, mutagène et reprotoxique. Le règlement européen Reach interdit définitivement son usage dans l’Union européenne depuis le 21 septembre. Mais Airbus et Safran ont obtenu une dérogation pour continuer à l’utiliser." Lors de la manifestation, deux parents d’élève sont interpellés et placés en garde à vue.

### Sports

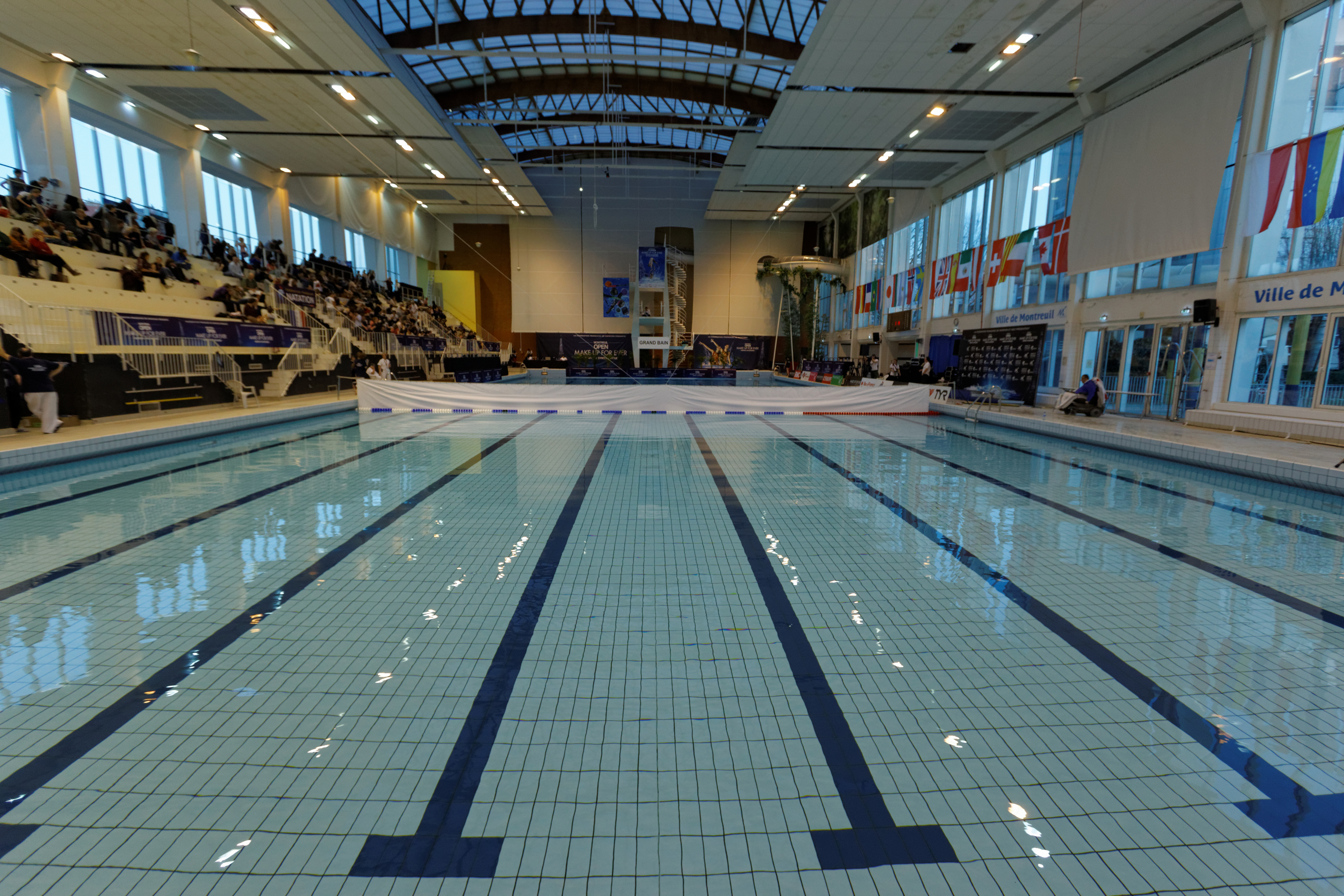
Stade nautique Maurice Thorez.

Le Club athlétique de Montreuil 93 est un des clubs de français d'athlétisme les plus connus, détenant 15 titres de champions de France Interclubs. De nombreuses stars françaises appartiennent à ce club comme le champion du monde de triple saut Teddy Tamgho ou encore la championne d'Europe d'Heptathlon Antoinette Nana Djimou.
Il existe aussi un meeting annuel, la première édition du meeting se tient en 2009 et fait déjà partie de l'Alma Athlé Tour. En 2010 sous les caméras de Canal+ Sport, Montreuil accueille de nombreux internationaux à l'instar de Dwain Chambers et de Renaud Lavillenie, on remarquera la présence de l'athlète du club, Teddy Tamgho. L'année suivante, le meeting est reconduit. La pluie tombe quelques heures avant le meeting, refroidissant les conditions et humidifiant la piste, mais malgré cela, l'édition est un véritable succès. La soirée commence avec la meilleure marque mondiale de l'année sur le Mile remporté par Hind Dehiba en 4 min 29 s 59. Un peu plus tard, le perchiste français Renaud Lavillenie, vainqueur de l'édition précédente, battait sa MPMA avec 5,83 m. Cependant, ces performances sont très vite oubliées pour laisser place au 100 mètres remporté par le futur champion du monde, le Jamaiquain Yohan Blake en 9 s 95 (record du meeting) devant le français Christophe Lemaitre qui réalise en 9 s 96 un nouveau record de France du 100 mètres ; Dwain Chambers vainqueur l'année précédente, termine 4e en 10 s 09 devancé également par Donovan Bailey, 3e en 10 s 00. La soirée se termine alors au triple saut, où Teddy Tamgho se réapproprie la MPMA avec 17,67 m et au 800 mètres où Mohamed Aman devance en 1 min 45 s 75 (soit un nouveau record national junior) l'enfant du pays Jeff Lastennet qui bat son record personnel en 1 min 46 s.
L'édition 2012 est la première à faire partie de l'European Athletics Outdoor Premium Meetings et se déroule le 5 juin 2012, cette édition confirme l’impression générale à savoir que l’évènement s’est installée durablement dans le paysage et le calendrier local malgré l’absence de tête d’affiche ou de stars médiatico-sportives.
En football, la section football du Cercle Athlétique de Montreuil 93 a été absorbé en 1972 par le Paris Football Club qui venait de rompre avec le Paris Saint-Germain Football Club.
Aujourd'hui, le Red Star Club de Montreuil évolue en DSR (Division Supérieure Régionale) soit la 7e division nationale.
Son rival local, l'Elan Sportif de Montreuil, section football du club omnisports du même nom issu de la fusion des sections sportives des patronages catholiques de Montreuil évolue quant à lui, en 1re division de district soit la 11e division nationale.
Deux tournois internationaux de jeunes sont organisés chaque année. Le premier est organisé par le RSC Montreuil à Pâques pour les U13 (moins de 13 ans), le second est organisé à la Pentecôte par l'ES Montreuil pour les U15 (moins de 15 ans). Le tournoi du Red Star Club a fêté ses 37 ans en 2013, celui de l'ESM ses 40 ans. Par le passé de grands clubs ont participé à ce tournoi. Le tournoi du RSC Montreuil a notamment accueilli le Paris Saint-Germain, le Spartak Moscou ou encore l'Énergie Cottbus, celui de l'ES Montreuil a déjà accueilli l'AS Saint-Étienne ou même l'OGC Nice.
Le rugby est représenté par le Rugby Club Montreuillois. Il évolue en première Série au niveau régional au stade Robert Barran (21 Rue des Roches, 93100 Montreuil). Ces couleurs sont le rouge et le vert.
Outre le complexe sportif des Grands Pêchers, la ville de Montreuil possède aussi de nombreux équipements de proximité et de nombreux terrains multisports,.

### Médias
- Remplaçant le journal d'information locale Montreuil Dépêche Hebdo, Tous Montreuil est depuis novembre 2008 diffusé par la municipalité toutes les deux semaines. Il tire son nom de sa ligne éditoriale : le journal de Montreuil et de ses habitants. Ce journal est disponible en ligne en version PDF sur le site de la ville. En mars 2009, le journal a obtenu le prix spécial du jury de la presse municipale au Salon de l'AMIF. En novembre 2010, il obtient le premier prix des Trophées de la communication dans la catégorie des journaux de villes de plus de 10 000 habitants. Depuis 2015, "Le Montreuillois", bimensuel conçu par André Ciccodicola a succédé à "Tous Montreuil. Comme son prédécesseur, "Le Montreuillois" a remporté le premier prix des Trophées de la Communication.
- Le 11 juin 2010, une nouvelle version plus interactive du site internet de la ville est lancée. Elle comporte notamment une WebTV.
- Les conseils municipaux sont diffusés en direct sur la chaîne câblée TVM Est Parisien et sur le site Internet de la ville. Les archives peuvent être consultées sur la WebTV de la ville. La WebTV propose de nombreux contenus vidéo dans tous les domaines (actualité avec la boucle quinzomadaire M'L'actu diffusée également sur TVM, images d'archive, grands projets, citoyenneté... ainsi que des films réalisés par les habitants).
- La rue Kléber abritait le studio commun de l'association Radio pays, qui émettait jusqu'en septembre 2015 des programmes sur Paris en langues régionales et minoritaires de France (alsacien, basque, breton, catalan, corse, occitan), en partageant sa fréquence radiophonique avec Aligre FM suivant les heures de chaque journée.
- La webradio Radio M's est basée à Montreuil depuis 2018 et diffuse des informations locales de la ville et de l'est-parisien.

### Cultes
Culte catholique :

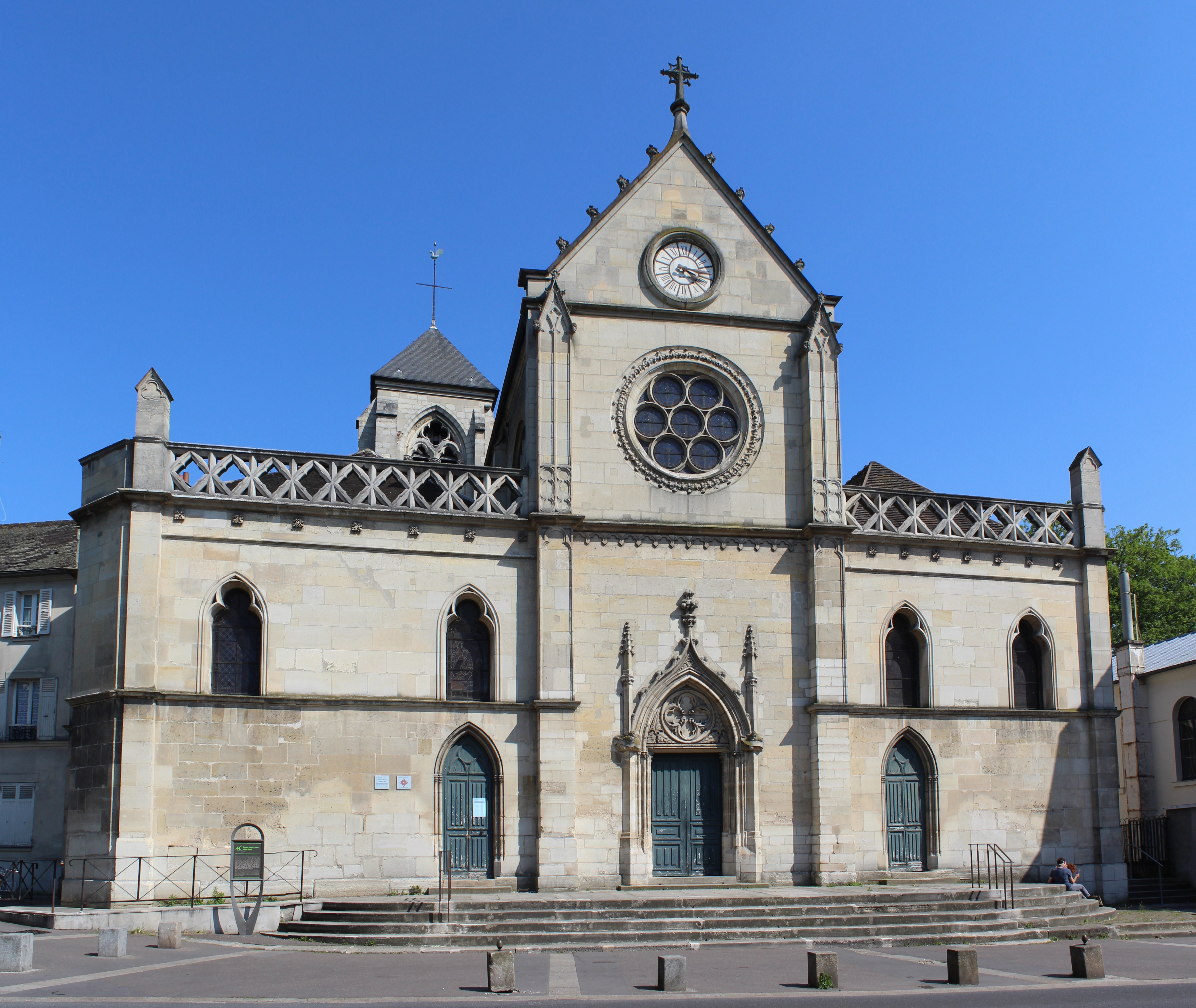
Église Saint-Pierre-et-Saint-Paul.

- Église Saint-Pierre-et-Saint-Paul de Montreuil
- Église Saint-André-du-Bas-Montreuil
- Chapelle Saint Antoine de la Croix de Chavaux[132]
- Église Saint-Maurice de la Boissière, quartier de la ZI Mozinor[133]
- Église et chapelle Saint-Charles des Ruffins[134]
- Église Notre-Dame des Foyers, rue Lenain de Tillemont, construite en 1959 par Leroy et Faure, consolidée en 1988 par Marc Rolinet[135].
- Chapelle Sainte-Marie de la Noue, réalisée en 1971 par l'architecte Carles[136]

Culte protestant :
- Temple protestant, rue Parmentier.

Culte musulman : la commune compte 11 lieux de cultes musulmans, une mosquée et des salles de prière.
- Mosquée Al Oumma de Montreuil

Culte israëlite : L'ancienne synagogue se trouvait rue de Paris, et destinée à être remplacé par un nouveau bâtiment rue Étienne-Marcel. Un autre lieu de culte existe rue Parmentier.

#### Défunts

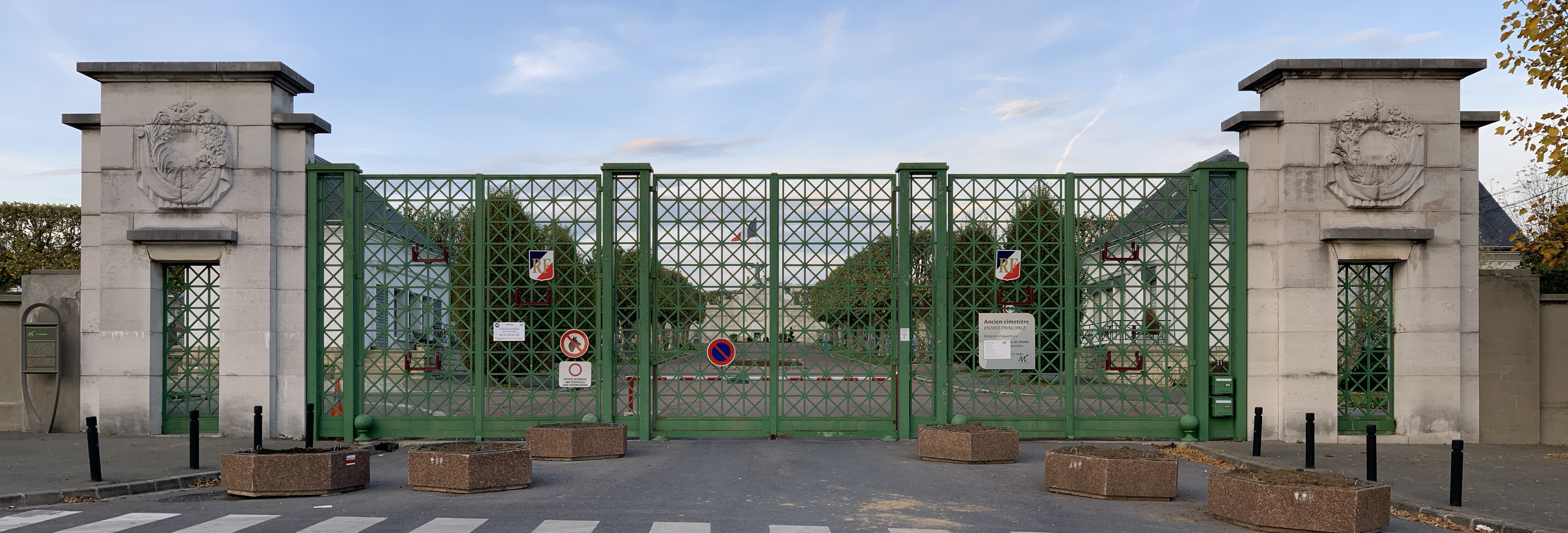
Portail de l'entrée principale du cimetière.

La commune dispose du cimetière communal de Montreuil, fait de deux parties, séparées par l'avenue Jean-Moulin :
- Le cimetière ancien, dont l'entrée se trouve rue Galilée[140], ouvert en 1826 pour remplacer le cimetière de l'église.
- Le cimetière nouveau, de l'autre côte de la rue.

## Économie

### Monnaie locale
Une monnaie locale complémentaire, nommée la Pêche, a été mise en circulation le 21 juin 2014.

### Revenus de la population et fiscalité
En 2010, le revenu fiscal médian par ménage était de 26 700 €. En 2013, la part des ménages fiscaux imposés était de 64,9 %

### Emploi
Le taux de chômage, en 2013, pour la commune s'élève à 18 %, un chiffre nettement supérieur à la moyenne nationale (10,4 %)

### Entreprises et commerces
Environ 3 000 entreprises sont implantées sur la commune de Montreuil.
Elles comptent près de 30 000 salariés, dans près de 350 secteurs d'activité différents.
Leur répartition par secteur est de :
- 15 % dans le secteur industriel : situées principalement dans le Bas-Montreuil, elles sont la continuation d'une histoire commencée au XIXe siècle (voir la section Histoire). Il faut notamment citer :
  - la présence d'une industrie textile non négligeable (près de 650 emplois) ;
  - un important secteur de l'édition et du livre (près de 900 salariés) – l'Institut national de formation de la librairie (INFL), forme aux CAP, BEP et à la licence professionnelle de libraire ;
  - près de 650 emplois dans le champ de la métallurgie et des constructions mécaniques.
- 10 % dans l'artisanat, parfois spécialisé comme les pianos Klein, dont un secteur du bâtiment bien marqué, proposant en effet près de 3 500 emplois dans plus de 460 entreprises différentes.
- 45 % de services : banques, assurances, communication, ingénierie. Les entreprises du multimédia sont une des spécialités de Montreuil. Le secteur s'appuie notamment sur un ensemble de plus de 1 000 salariés dans la gestion de prestations touristiques, de plus de 2 400 salariés dans le secteur bancaire, 900 dans le secteur de l'informatique et des services informatiques, et près de 1 900 salariés dans les activités de services à valeur ajoutée (conseil, assistance juridique et comptable, ingénierie, publicité, marketing). La ville compte également un fort potentiel d'emplois sur les services aux entreprises moins qualifiés avec plus de 1 900 salariés entre les entreprises d'intérim, de sécurité et de nettoyage. Enfin, le secteur de l'audiovisuel emploie directement plus de 400 personnes à Montreuil.
- 30 % de commerces, proposant au total près de 6 300 emplois, dont 300 dans le commerce de gros de produits textiles, plus de 700 emplois dans les enseignes de grande distribution, plus de 600 dans le secteur de la restauration, la ville comptant plusieurs établissements de bonne qualité en la matière.

Montreuil accueille certaines activités liées à la « nouvelle consommation » : les boutiques bio Les Nouveaux Robinson, ou encore le siège du label de commerce équitable Max Havelaar-France.
Le groupe BNP-Paribas disposant de plusieurs immeubles dans le sud de la commune pour son administration informatique mondiale compte plus de 5 000 employés.
Cependant, une majorité des occupants y sont consultants extérieurs.
Dans le numérique, les sociétés Ubisoft, Jamespot, Simplon ont pour siège social Montreuil, comme le Comité National de Liaison de Centres de Santé, la Cour nationale du droit d'asile (anciennement Commission des recours des réfugiés) et de nombreuses compagnies du secteur de la création.
La division commerciale de la société Air France-KLM se trouve également à Montreuil depuis 2003.
L'AFPA y a installé son siège national en 1966, situé place du Général-de-Gaulle. Le siège et les directions exécutives emploient environ 500 salariés.
De même, la présence du siège de la CGT motive la présence de plus de 300 salariés du secteur syndical.

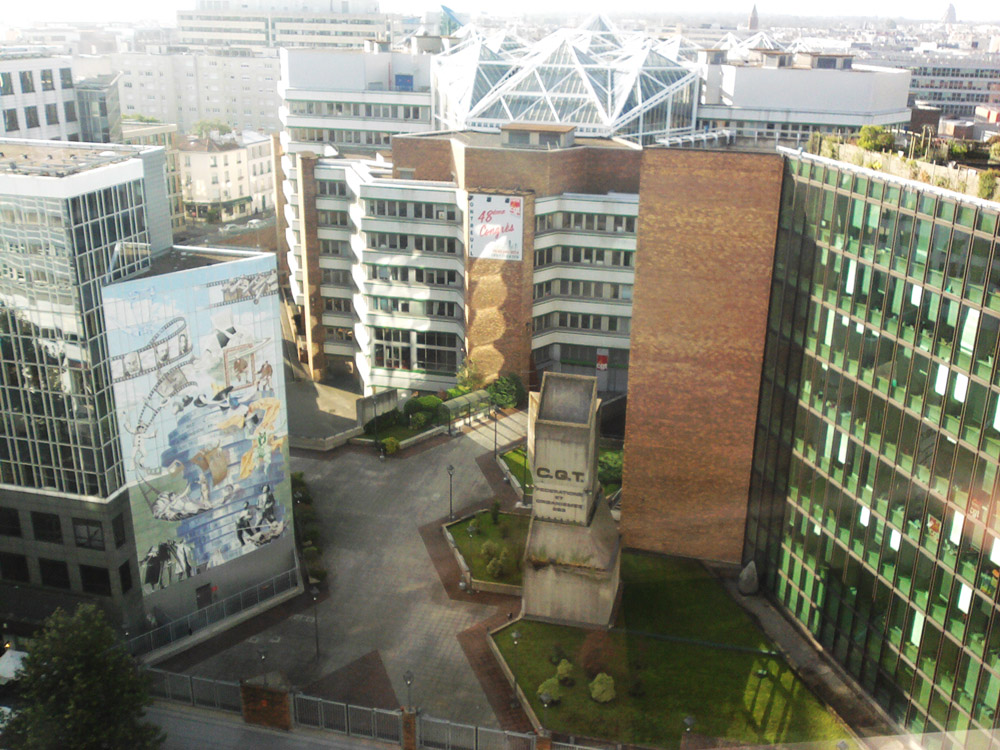
Le siège de la CGT en 2014.

### Administrations publiques
La mairie de Montreuil emploie 2 500 fonctionnaires territoriaux.
Dans le cadre de l'équilibrage administratif francilien, Montreuil accueille divers services du ministère du Budget et Comptes Publics (services centraux et déconcentrés de la DGFIP et depuis 2008, la Direction générale des douanes et droits indirects), TRACFIN, ainsi que, depuis 2009, un tribunal administratif dont le ressort est le département de la Seine-Saint-Denis et l'aéroport de Paris-Charles-de-Gaulle.
Depuis 2005, l'Agence française pour le développement et la promotion de l'agriculture biologique s'y est installée, suivie en juillet 2007 par 2 000 agents du ministère de l'Agriculture et de l'Alimentation dans l'immeuble Arborial, notamment FranceAgriMer, l'ASP, l'INAO, l'ODEADOM et l'ONF.
Par ailleurs, la présence de l'ancien siège pour la région parisienne de l'URSSAF (éclaté depuis dans chaque département) explique que la ville compte plus de 1 300 salariés de la sécurité sociale.

## Culture locale et patrimoine

### Lieux et monuments
- Le château de Montreau.
- L'église Saint-Pierre-et-Saint-Paul de Montreuil, 2 rue de Romainville.
- L'église Saint-André-du-Bas-Montreuil, 34 rue Robespierre.
- L'église Saint-Charles des Ruffins, 125 Rue des Ruffins.
- L'ancienne chapelle Saint-Charles des Ruffins, 125 Rue des Ruffins.
- L'hôtel de ville, inscrit au titre des Monuments historiques en 2024[145], 
  - Au temps d'harmonie (1895), de Paul Signac, tableau offert à la ville en 1938 par sa compagne.
  - La Jardinière et l'Ouvrier (1944), deux statues allégoriques en pierre situées devant l'hôtel de ville représentant le passé horticole et industriel de la ville, par le sculpteur Gilbert.
  - La fresque de la salle du conseil municipal (1947) retraçant les grands épisodes de l'histoire de la ville, par Charles Fouqueray. Elle est composée de 12 panneaux : le baptême de Charles V en 1337 ; Saint Louis et Blanche de Castille visitant les malades ; Lenain de Tillemont et ses amis jansénistes ; Jean-Jacques Rousseau herborisant aux environs de Montreuil et La Libération de Montreuil le 18 août 1944.
- Les décorations murales (céramiques et fresques) du groupe scolaire Voltaire (1954) par le peintre Maurice Boitel.
- La statue Le calligraphe Fu Mi, inaugurée le 27 août 2007 sur l'esplanade Jean Moulin par le maire de Changchun, M. Cui Jie. Cette statue du sculpteur Wang Keqing en bronze et étain est d'une hauteur de 3,06 m.
- Le monument pour la Résistance, avenue de la Résistance, place de la Croix-de-Chavaux.
- Le polyptyque en verre (2021) de Guillaume Bottazzi, d'une hauteur de 2 m, dans l’entrée cathédrale de la résidence étudiante Georges Méliès[146],[147].

### Évocations artistiques
- Le tournage des deux saisons (1980 et 1982) de la série télévisée française Papa Poule, diffusées sur la chaîne de télévision Antenne 2, s’est déroulé dans la maison de la famille, située au 84 rue Carnot. Démolie depuis, la parcelle est devenue le square Papa poule, inauguré en 2005 par la municipalité en compagnie de Roger Kahane, réalisateur de la série[148].
- Dans son livre 28, boulevard Aristide-Briand (2003), Patrick Besson évoque sa jeunesse à Montreuil autour de mai 1968.
- En 2013, la cinéaste Sólveig Anspach réalise Queen of Montreuil, qui se passe presque exclusivement dans cette ville.
- En 2012, le réalisateur anglais Guy Ritchie fait référence à Montreuil et ses murs à pêches dans Sherlock Holmes : Jeu d'ombres avec Robert Downey Jr.
- En 1992, le chanteur reggae-dancehall Azrock encense Montreuil et son argot local dans la chanson "Original Montreuil Language"[149]
- En 2018 sort le film Mauvaises Herbes, écrit et réalisé par Kheiron et tourné en grande partie au lycée et collège Jean Jaurès situés au 1 rue Dombasle
- En 2018, Romane Bohringer & Philippe Rebbot réalise le film "L'Amour Flou" dans le quartier du Bas Montreuil

### Patrimoine culturel

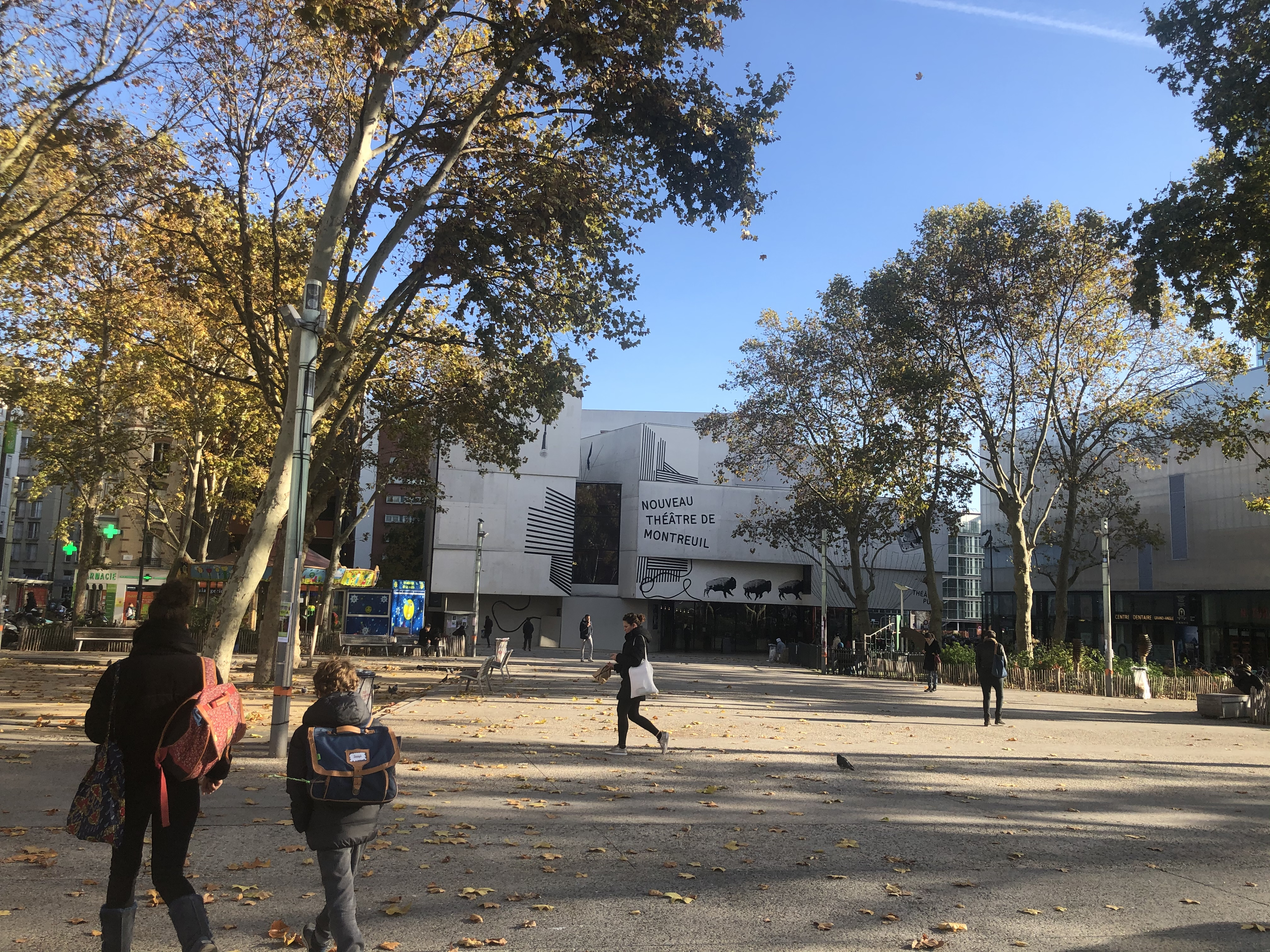
Nouveau théâtre de Montreuil en 2019.

- La bibliothèque centrale Robert Desnos (14 boulevard Rouget-de-Lisle) fait partie d'un réseau de 4 bibliothèques municipales, avec les bibliothèques de quartier : Paul Éluard (Bas Montreuil-République), Colonel Fabien (Ramenas-Léo Lagrange) et Daniel Renoult (quartier Montreau-Le Morillon). Située près de la mairie, elle abrite une section adulte, une section jeunesse et une discothèque, ainsi que des espaces d'exposition et des postes d'accès à Internet. Son catalogue est accessible en ligne.

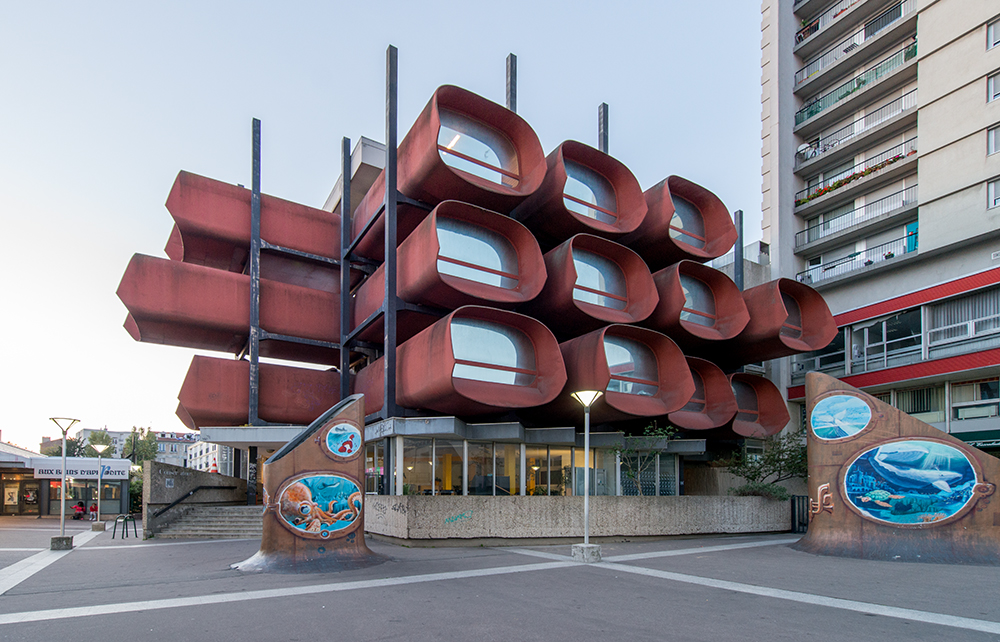
Le conservatoire de Montreuil, dessiné par l'architecte Claude Le Goas et inauguré en 1976, se situe au sein du centre commercial Croix de Chavaux.

- Le conservatoire de Montreuil, dessiné par l'architecte Claude Le Goas et inauguré en 1976, se situe au sein du centre commercial Croix de Chavaux.Le Conservatoire à Rayonnement Départemental (CRD) de Montreuil (13, avenue de la Résistance) propose des enseignements en musique (instruments et solfège), danse classique et contemporaine et en techniques vocales (chant et chorale). Elle forme des élèves à partir de 7 ans et jusqu'à la pratique professionnelle. Elle travaille avec les écoles de la ville et prend en charge conjointement avec le collège Colonel Fabien des classes à horaire aménagés « musique et danse ». Inauguré en 1976, il doit son architecture typique des années 70 à Claude Le Goas, urbaniste pour la ville de 1958 à 1990.
- Le cinéma Georges Méliès (place Jean Jaurès) est un des cinémas d'Art et Essai les plus fréquentés de l'Est parisien, avec ses 6 salles de 1 120 places. Ouvert le 19 août 2015 après son déménagement de la Croix de Chavaux le 21 juillet 2015, il est inauguré le 19 septembre 2015.
- Le Théâtre public de Montreuil, centre dramatique national (place Jean-Jaurès et 65 rue Victor Hugo), dispose depuis 2007 d'un nouveau bâtiment en face de la mairie. Le dispositif est complété par 3 théâtres municipaux (Théâtre Berthelot, Théâtre des Roches, Théâtre de la Noue). La ville abrite également de nombreuses salles privées (Planète Andalucia, Studio Pathé-Albatros...).
- Le musée de l'Histoire vivante (31 boulevard Théophile-Sueur) possède depuis 1939 une collection en lien avec l'histoire des mouvements sociaux et du communisme. Il présente aujourd'hui une exposition permanente et des expositions temporaires en lien avec l'histoire politique de la France.
- La galerie ABCD (12 rue Voltaire), fondée par Bruno Decharme, conserve et présente une prestigieuse collection d'art brut.
- Le Centre Tignous d'art contemporain (anciennement dénommé 116[150], centre d'art contemporain), situé 116 rue de Paris, a ouvert ses portes le 16 octobre 2013 et rebaptisé en honneur au dessinateur Tignous, victime de l'attentat islamiste contre Charlie Hebdo, en 2017[151].
- La Marbrerie, ancien local industriel, devient un lieu artistique convivial qui conjugue concerts, art contemporain, résidences, événementiels et restauration ouvre en 2016 rue Alexis-Lepère en Centre Ville[152]

### Personnalités liées à la commune
- Pierre de Montreuil, architecte, concepteur de la Sainte-Chapelle
- Saint Louis
- Charles V
- Martin Prévost (1611-1691), pionnier de la Nouvelle-France et du Canada français
- Louis-Sébastien Le Nain de Tillemont (1637-1698), dont la famille résidait au château de Tillemont
- Émile Reynaud (1844-1918), cinéaste, inventeur du praxinoscope
- Edmond Blaise (1872-1939), chimiste et pharmacologue, auteur de la « réaction de Blaise »
- Georges Méliès (1861-1938), réalisateur, créateur d'un studio de cinéma
- Charles Cliquet (1891-1956), médecin, résistant, Compagnon de la Libération
- Didier Daurat (1891-1969), aviateur, directeur à l'Aéropostale (la Rivière de Vol de nuit de Saint-Exupéry)
- Marcel Catelein (1892-1979), artiste-peintre, facteur de piano, accordeur
- Albert Pel (1849-1924), meurtrier de la fin du XIXe siècle surnommé « l'horloger de Montreuil »
- Georges Matoré (1908-1998), lexicologue.
- René Marcel Gruslin (1910-1983), peintre, dessinateur et graveur né à Montreuil.
- Kenny Clarke (1914-1985), batteur de jazz : il a fini sa vie à Montreuil, il a une rue à son nom à Montreuil
- Charles Brisset (1914-1989), médecin psychiatre, fondateur de l’Association Française de Psychiatrie, du Syndicat des Psychiatres Français et de la revue Psychiatrie française, est né à Montreuil
- Jacques Duclos, député de la circonscription de 1936 à 1958
- Pierre Longhi (1909-1942), maire adjoint de Montreuil-sous-Bois et conseiller général, résistant, mort en déportation à Auschwitz[153],[154]
- Albert Vagh Weinmann (1931-1985), artiste-peintre
- Jean Guerrin (1934-2012), comédien, écrivain, fondateur du Théâtre École de Montreuil avec Jean Marie Binoche et Jean-Claude Ruas
- Charles Ragiot (1896-1970), chercheur en médecine tropicale
- Django Reinhardt (1910-1953), guitariste jazz-manouche
- Claude Le Goas, (1928-2007), architecte et urbaniste pour la ville de 1958 à 1990 ; parmi ses réalisations montreuilloises les plus illustres figurent le conservatoire de la ville et le bâtiment industriel Mozinor.
- Michel Vermeulin (1934-), coureur cycliste
- Jean-Louis Swiners (1935-), photographe, publicitaire, consultant et conférencier
- Jacques Brel (1929-1978), chanteur et comédien
- Serge Reggiani, acteur et chanteur
- Lino Ventura, acteur
- Jean-Pierre Darroussin, acteur
- Jean-Marc Thibault, comédien
- Alain Chamfort, chanteur
- Daniel Pandini, artiste peintre
- Ben-Ami Koller (1948-2008), artiste peintre
- Niels Arestrup (1949-2024), acteur
- Michel Rival (1950-), historien, né à Montreuil
- Jean-Pierre Jouyet, (1954-), haut fonctionnaire et homme politique
- Marie Rivière (1956-), actrice
- Laurent Baffie (1958-), auteur, acteur, animateur de radio et de télévision, metteur en scène de théâtre et réalisateur français
- Michel Jazy, athlète français, un des meilleurs coureurs de l'histoire du demi-fond en France
- Patrick Besson (1956-), auteur
- Patrick Bard (1958-), journaliste, photographe et écrivain
- Éric Zemmour (1958-), journaliste politique, essayiste, écrivain, chroniqueur et polémiste
- Mouloud Akkouche (1962-), romancier
- Ye XingQian (1963-), peintre
- Joël Robuchon, cuisinier
- Helno (Noël Rota) (1963-1993), chanteur, membre du groupe Les Négresses Vertes
- Pierre Monnet (1963-), historien
- Princess Erika (1964-), chanteuse
- Dominik Moll, réalisateur
- Sandrine Roux (1966-), ancienne gardienne de but/footballeuse française qui a joué pour le F.C.F. Lyon (jusqu'à 2002) et en équipe de France de football (jusqu'à 2000, 71 sélections).
- William Prunier (1967-), footballeur
- Raphaël Guerreiro (1968-), footballeur
- Jérôme Robart (1970-), acteur
- Thierry Neuvic (1970-), acteur
- Jean-Marie Stéphanopoli (1972-), footballeur
- Élodie Bouchez (1973-), actrice
- Olivier Dacourt (1974-), footballeur
- Gil Alma (1979-) acteur
- Lionel Mathis (1981-), footballeur
- Sandrine Martinet-Aurières (1982-), judokate handisport, championne paralympique aux Jeux de Rio 2016.
- Mathieu Valverde (1983-), footballeur
- Luigi Glombard (1984-), footballeur
- Djamel Abdoun (1986-), footballeur
- Quentin Othon (1988-), footballeur
- Yacine Brahimi (1990-), footballeur
- Dagui Bakari (1974-), footballeur
- Lionel Carole (1991-), footballeur
- Sikou Niakaté (1999-), footballeur
- Claude Le Goas urbaniste-architecte français qui a beaucoup travaillé sur la rénovation urbaine de Montreuil et qui a réalisé plusieurs bâtiments (conservatoire, siège de la CGT)
- Toure Kunda groupe sénégalais
- Salif Keïta, musicien malien
- Gérard Courant (1951-), cinéaste
- Ariane Ascaride, actrice
- Robert Guédiguian, cinéaste, habite la commune
- Mouss Diouf (1964-2012), acteur
- Nathan, Marcel et Bernard Darty, commerçants, fondateurs des magasins du même nom.
- Sanseverino, chanteur, habite la commune
- Jean-Pierre Brard, homme politique, habite la commune (député depuis 1988, maire de la ville de 1984 à 2008)
- Dominique Voynet, femme politique, habite la commune (maire de la ville de 2008 à 2014).
- Élise Larnicol, actrice, membre de la troupe des robins des bois
- Olivier Thomert, footballeur professionnel
- Frères Hornec, manouches sédentarisés, présumés parrains du milieu parisien, originaires du quartier de la Boissière, dans le Haut-Montreuil.
- Mozinor, créateur de détournements de vidéos
- Dounia Coesens, actrice qui joue Joanna dans la série Plus belle la vie, habite la commune avec son compagnon.
- Arnauld Pontier, écrivain, habite la commune.
- Clémentine Autain, femme politique et féministe, habite la commune
- Frédéric Gorny, acteur qui joue dans la série télévisée Avocats et Associés, habite la commune
- Richard Bohringer, acteur, réalisateur, chanteur et écrivain
- Fleur Pellerin, ministre de 2012 à 2016, a passé une partie de son enfance à Montreuil
- Norman Thavaud, vidéaste humoriste.
- Armand Gatti, réalisateur, dramaturge et poète en résidence d'écriture à La Parole errante, centre international de création[155]
- Murielle Renault (1972 -), auteur
- Reda Kateb, acteur, habite la commune depuis 2011
- Razzy Hammadi, homme politique, habitant de Montreuil (député de la 7e circ. Montreuil-Bagnolet de 2012 à 2017)
- Nordi Mukiele, footballeur
- Yann Kitala, footballeur
- Warren Zaire Emery, footballeur
- Sacha Boey, footballeur
- Adèle Haenel, actrice
- Françoise Pinkwasser (1957-2022) , actrice française née à Montreuil
- Philippe Rebbot, acteur
- Solène Rigot, actrice
- Élise Thiébaut, journaliste et autrice féministe
- Werenoi (1994-2025), rappeur
- Daniel Woirin, coach de MMA

### Héraldique, logotype et devise

#### Blason
| Blason de Montreuil (Seine-Saint-Denis) | Blason  | D'azur au chevron d'or surmonté d'une fleur de lys du même et accompagné de trois branches de pêcher d'argent fruitées aussi d'or. |
| Blason de Montreuil (Seine-Saint-Denis) | Détails | Les trois branches font référence aux murs à pêches et à l'histoire de la ville, autrefois domaine royal.                          |

Ce blason remplace celui traditionnel mentionnant l'appartenance à la couronne de Vincennes (Val-de-Marne)

#### Identité visuelle
En juin 2010, la ville de Montreuil dévoile sa nouvelle identité graphique et lance un nouveau site web. Le nouveau logo créé par le designer et graphiste Bertrand Bourdaleix, représente un M stylisé qui symbolise à la fois le passé industriel de la ville (les toits d'usine) et son passé horticole (le tronc d'arbre avec une pêche qui se dessine en creux). L'ancien slogan est remplacé par l'adresse internet de la ville. Le logo se décline dans un grand nombre de couleurs différentes, en monogramme simple ou superposé.

Avant 2010.
Depuis 2010.